# Michael Jackson
Michael Joseph Jackson (Gary, 29 agosto 1958 – Los Angeles, 25 giugno 2009) è stato un cantautore, ballerino, coreografo, compositore, produttore discografico e filantropo statunitense. Ex bambino prodigio, conosciuto anche come "King of pop" (Il Re del Pop), è considerato uno degli artisti musicali più influenti della popular music merito del suo contributo nel mondo della musica, della danza, della moda e dello spettacolo. Grazie alle sue performance dal vivo e ai suoi video ha reso popolari tecniche di danza come il moonwalk, il toe stand, l'anti-gravity lean e la robot dance, arrivando ad essere considerato uno dei migliori ballerini di sempre.
Considerato l'artista musicale con il maggior successo commerciale di tutti i tempi dal Guinness dei primati, la vendita stimata di tutti i suoi album e singoli si aggira intorno al miliardo di copie nel mondo, il che lo rende l'artista musicale solista di maggior successo discografico nella storia della musica.
Il suo album Thriller è il più venduto nella storia della musica, con vendite stimate che vanno dai 70 ai 100 milioni di copie a livello globale, 34 milioni delle quali nei soli Stati Uniti, rendendolo l'album in studio più venduto nel Paese. I suoi altri progetti discografici, tra cui Off the Wall, Bad, Dangerous e HIStory sono anch'essi catalogati tra gli album più venduti al mondo, mentre Blood on the Dance Floor è catalogato come l'album di remix più venduto nel mondo. Durante la sua carriera da solista Jackson ha avuto 14 singoli al numero uno negli Stati Uniti, più di ogni altro artista maschile della Hot 100 Era.
Jackson ha vinto centinaia di premi, che fanno di lui l'artista musicale più premiato nella storia. Tra questi figurano 39 certificazioni nel Guinness dei primati, inclusa quella di «Intrattenitore di maggior successo di tutti i tempi», 15 Grammy Awards su 38 nomination, 40 Billboard Awards, 26 American Music Award, 16 World Music Awards, 15 MTV Video Music Awards, 6 BRIT Awards e un Golden Globe. È uno dei pochi artisti ad essere stato inserito per due volte nella Rock and Roll Hall of Fame, sia come solista, sia come membro dei Jackson 5; è stato inoltre inserito nella Dance Hall of Fame, unico ballerino proveniente dal mondo dell'industria musicale.
Nel 1997 un sondaggio popolare lo ha decretato «uomo più famoso del pianeta», mentre nel 2006 il Guinness dei primati lo ha definito «indubbiamente il più famoso essere umano vivente». Nel 2000, il Guinness gli ha riconosciuto il supporto di 39 diverse associazioni di beneficenza, più di qualunque altro intrattenitore. Nel corso della sua vita, Jackson ha donato più di 500 milioni di dollari in beneficenza.
Nel 2010 è diventato l'artista più scaricato su Internet di tutti i tempi, mentre nel 2016 è diventato l'artista, in vita o scomparso, con i maggiori guadagni della storia, per aver guadagnato più di 825 milioni di dollari in un solo anno. Dalla sua morte, Jackson ha dominato la classifica annuale delle celebrità scomparse più ricche al mondo di Forbes per 12 volte, con guadagni superiori ai 3,3 miliardi di dollari.
Jackson ha spesso fatto parlare di sé anche per la sua vita privata, tra cui il suo cambio d'aspetto (la sua pelle subì infatti un'evidente depigmentazione causata dalla vitiligine), gli interventi di chirurgia estetica, le sue relazioni personali e le accuse di molestie, da cui fu dichiarato innocente nel 2005, nonché per le sue iniziative umanitarie come la creazione di associazioni benefiche per tutelare i diritti dei bambini e degli animali.
Jackson è morto il 25 giugno 2009 all'età di 50 anni in una villa di Holmby Hills, Los Angeles, a causa di un arresto cardiaco dovuto a un'intossicazione acuta da propofol e benzodiazepine. Per il suo decesso, nel 2011 il cardiologo Conrad Murray è stato condannato a quattro anni di reclusione per omicidio preterintenzionale involontario.

## Biografia

### Infanzia e rapporto con il padre (1958-1964)

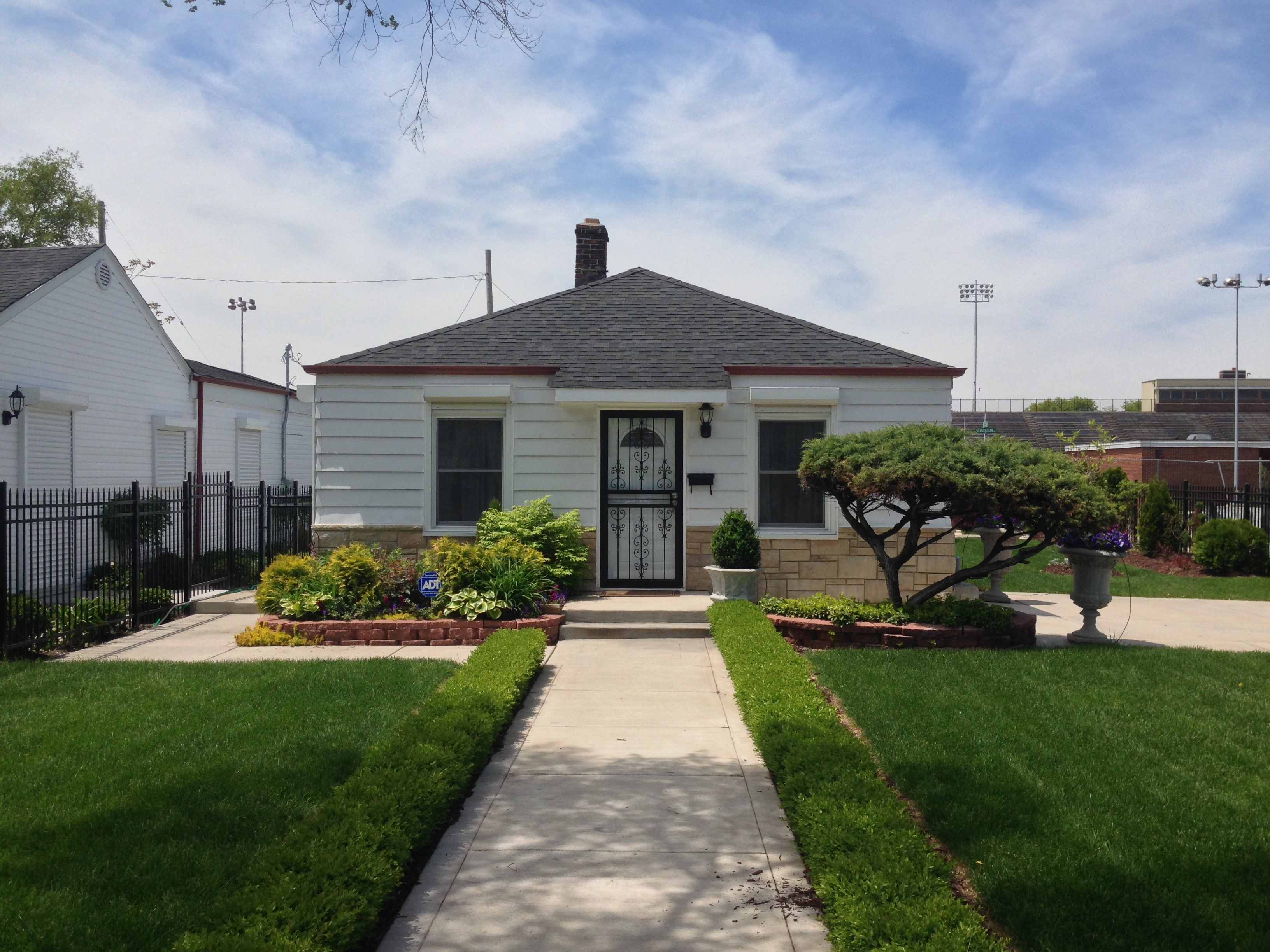
La casa natale di Michael Jackson all'indirizzo 2300 Jackson Street di Bowmont Drive a Gary, nell'Indiana

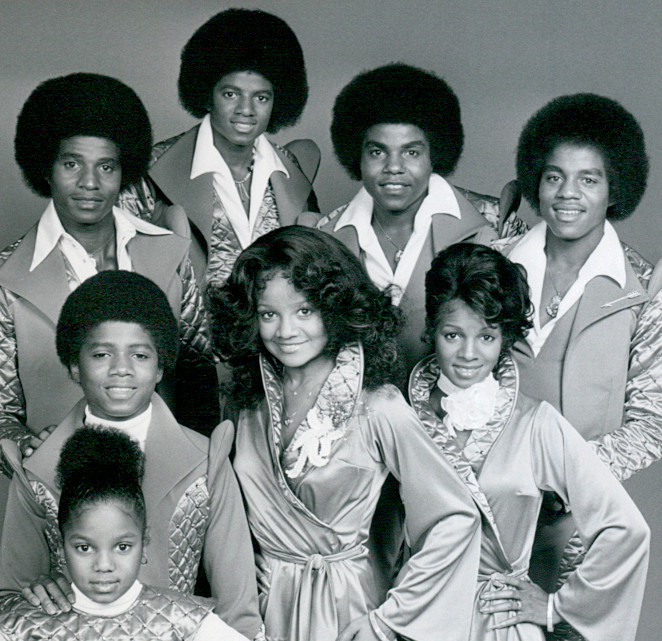
I fratelli Jackson nel 1977, senza Jermaine. Da sinistra, ultima fila: Jackie, Michael, Tito, Marlon. Fila centrale: Randy, La Toya, Rebbie. Prima fila: Janet.

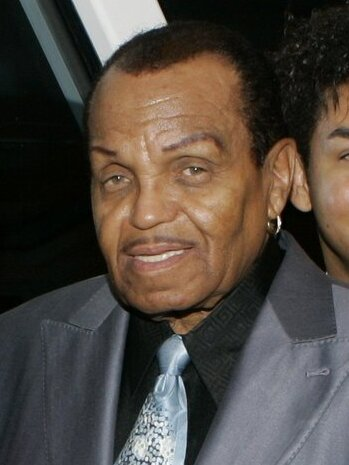
Joe Jackson, padre e manager dei Jackson 5 durante i primi anni alla Motown

Michael Joseph Jackson nasce alle 19:33 del 29 agosto 1958 al St. Mary's Hospital di Gary, in Indiana, settimo dei nove figli di una modesta famiglia afroamericana. Sua madre Katherine Esther Jackson (nata Scruse), devota testimone di Geova dal 1963, lavorava part-time come commessa in un negozio Sears e coltivava il sogno di diventare un'artista country, essendo solita dilettarsi in chiesa suonando clarinetto, pianoforte e cantando con i figli. Il padre Joseph Walter Jackson era un ex pugile impiegato come operaio in un'acciaieria della US Steel e in gioventù era stato il chitarrista dei Falcons, gruppo R&B amatoriale. Michael aveva tre sorelle, Rebbie, La Toya e Janet, e sei fratelli, Jackie, Tito, Jermaine, Marlon, Brandon (fratello gemello di Marlon, morto ventiquattr'ore dopo la nascita) e Randy. La famiglia Jackson visse per lungo tempo in una piccola casa di mattoni a Bowmont Drive, all'indirizzo 2300 Jackson Street. Michael e i suoi fratelli crebbero in un ambiente familiare dove la Bibbia era l'unico strumento di formazione, soprattutto da parte della madre, e la cui trasgressione implicava severe punizioni corporali da parte del padre, non praticante ma con l'ossessione di portare i figli al successo; i fratelli, in particolare Michael, erano sovente maltrattati e costretti a prove incessanti oltre che a violenze fisiche. Il rapporto di Michael nei confronti del padre sarà al centro dell'attenzione mediatica lungo tutta la sua carriera.

### L'inizio della carriera con i Jackson 5 (1964-1976)
Cresciuto quindi in una famiglia dedita alla musica, Michael entrò in contatto con il mondo dello spettacolo fin dalla più tenera età. All'età di cinque anni cantò per la prima volta in pubblico, di fronte ai suoi compagni di classe e ai familiari, durante una recita di Natale nella sua scuola materna eseguendo il brano Climb Ev'ry Mountain a cappella e ricevendo una standing ovation. Nel 1964, dopo che la madre scoprì per caso anche le sue doti di ballerino, Michael fu integrato dal padre nel complesso appena formato coi fratelli maggiori Jackie, Tito e Jermaine, che non aveva ancora un nome definitivo. Dapprima Michael ne era il percussionista, ma in seguito iniziò a condividere il ruolo di cantante con il fratello Jermaine e, una volta che si aggiunse anche Marlon, il gruppo prese il nome di The Jackson 5. Dopo aver partecipato a vari talent dell'epoca, i Jackson 5 firmarono prima per la Steeltown, un'etichetta discografica di Gary, per la quale pubblicarono solo un paio di singoli, per poi essere portati all'attenzione del produttore discografico Berry Gordy, capo della Motown Records, che li lanciò nel 1969.
Il singolo d'esordio I Want You Back fu pubblicato il 6 ottobre 1969 e a gennaio 1970 raggiunse la 1ª posizione della Billboard Hot 100, rendendo Michael il cantante più giovane ad essere mai arrivato in cima alle classifiche americane, all'età di 11 anni e 5 mesi. Con l'uscita dei successivi tre singoli, ABC, The Love You Save e I'll Be There, i Jackson 5 diventarono i primi artisti della storia a debuttare con quattro singoli consecutivi al numero uno di Billboard e il primo gruppo di teen idols di fama internazionale. In seguito al successo del gruppo, la famiglia Jackson lasciò Gary e si trasferì a Encino, in California, nel maggio 1971.

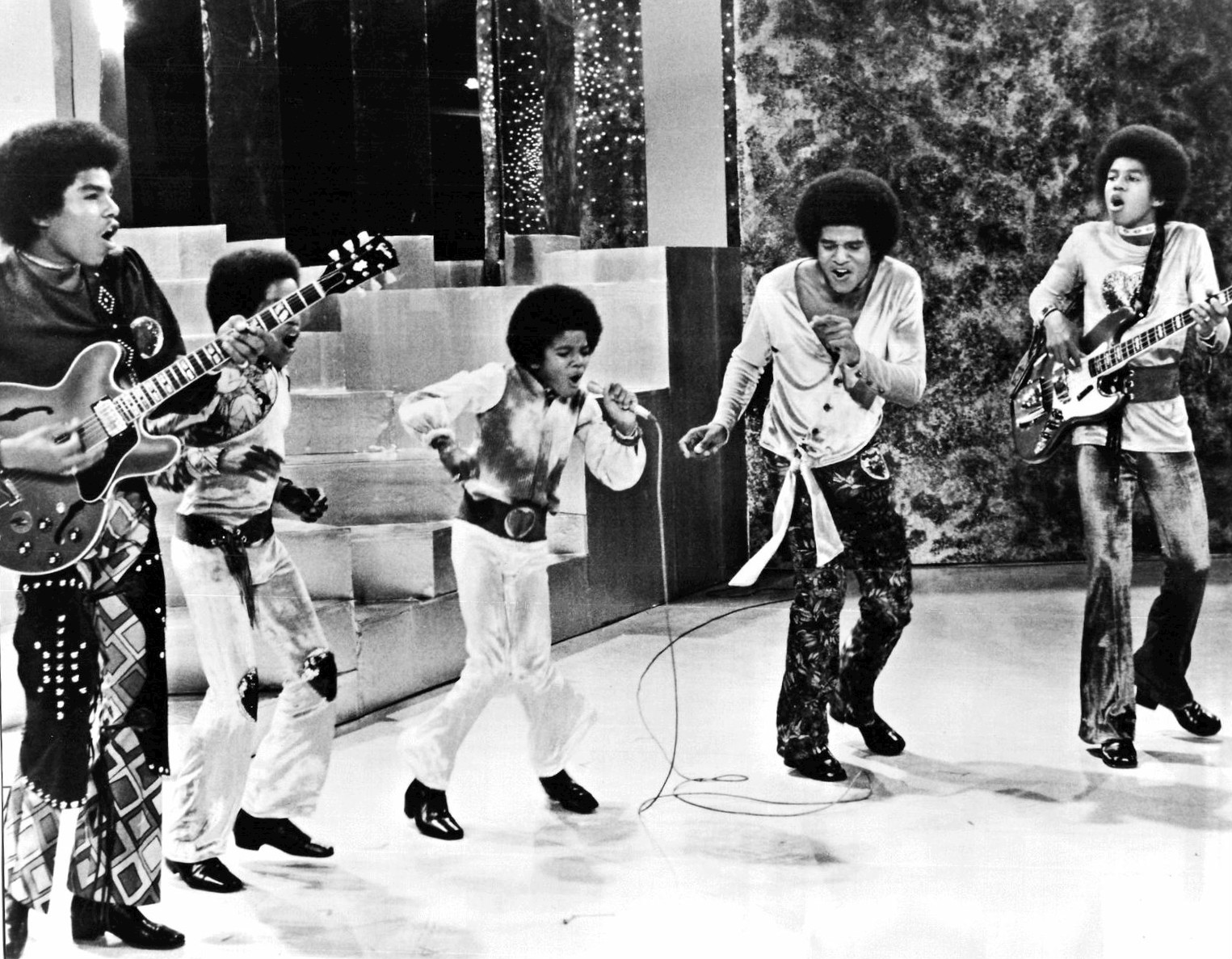
I Jackson 5 nel 1971.

All'enorme successo con i suoi fratelli il giovane Michael incominciò ad alternare la sua carriera da solista, e grazie alla Motown riuscì a registrare i suoi primi quattro album in studio da solista: Got to Be There e Ben nel 1972, Music & Me nel 1973 e Forever, Michael nel 1975, i quali riscossero un discreto successo vendendo più di 20 milioni di copie in tutto il mondo. La canzone Ben, estratta dall'album omonimo, diventò il primo singolo numero uno nella sua carriera da solista, vinse un Golden Globe e fu nominata ai Premi Oscar come miglior canzone, trattandosi del brano portante di un film dello stesso nome. L'interpretazione di Ben agli Oscar del 1973 fu una delle prime da solista della sua carriera.
Scaduto il contratto con la Motown nel 1976, i fratelli firmarono con la Epic Records. La Motown contestò però l'accordo, intentando procedure legali, a causa delle quali i fratelli dovettero cambiare nome da The Jackson 5 a The Jacksons e persero Jermaine, che volle restare alla vecchia etichetta; a sostituirlo fu chiamato Randy, ultimogenito dei fratelli Jackson.

### La maturazione artistica nei Jacksons e l'affermazione da solista conOff the Wall(1976-1981)

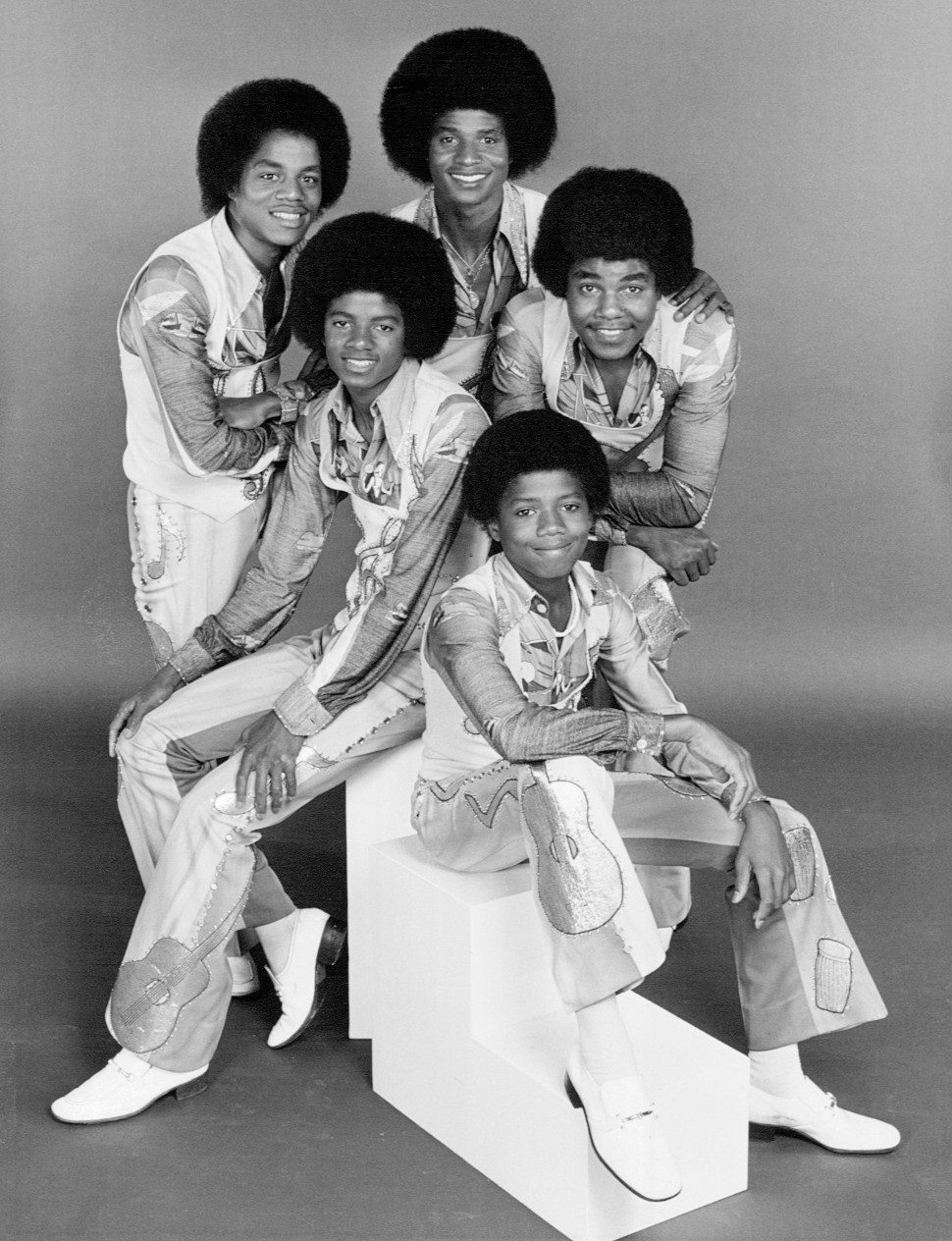
Michael Jackson con i suoi fratelli nel 1976

Nel 1976, nell'album The Jacksons venne pubblicata la prima canzone scritta e composta da Michael, intitolata Blues Away, ma fu a partire dal 1978 che il cantante, oltre ad essere il frontman dei Jacksons, ne divenne anche l'autore principale, con la collaborazione del fratello Randy. Per l'album Destiny, la Epic lasciò infatti per la prima volta carta bianca ai fratelli Jackson, permettendo loro di scrivere e comporre ogni brano; il secondo singolo estratto, Shake Your Body (Down to the Ground), entrò nella Top 10 di Billboard e divenne il singolo di maggior successo nella storia del gruppo.
Lo stesso anno venne scritturato per interpretare il ruolo dello spaventapasseri nel film musicale I'm Magic (The Wiz), diretto dal regista Sidney Lumet. La colonna sonora del film venne curata dal produttore discografico Quincy Jones; i due si erano incontrati brevemente quando Jackson aveva dodici anni ma ebbero l'occasione di conoscersi meglio proprio durante le riprese della pellicola. Jackson chiese una mano a Jones per trovare un produttore per il suo prossimo album da solista per la Epic, e Jones propose se stesso. In breve tempo il produttore mise in piedi un team di prim'ordine e i due si misero al lavoro sul nuovo album.

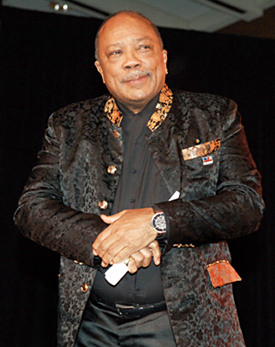
Quincy Jones

Il 10 agosto 1979 fu pubblicato Off the Wall, che ottenne un enorme successo diventando il primo album nella storia della musica a piazzare nella Top 10 della Billboard Hot 100 quattro singoli: Don't Stop 'Til You Get Enough, Rock with You, Off the Wall e She's Out of My Life. Anche nel Regno Unito l'album infranse lo stesso primato, con quattro brani entrati nella Top 10 della Official Singles Chart. Off the Wall raggiunse inoltre la 3ª posizione della Billboard 200, rimanendo per 48 settimane consecutive tra le prime 20 posizioni e arrivando a vendere oltre 15 milioni di copie in poco tempo, diventando all'epoca l'album di un artista afroamericano più venduto della storia. L'album ad oggi ha venduto quasi 10 milioni di copie negli Stati Uniti e circa 30 totali nel mondo. Jackson divenne anche il primo artista nero a essere riuscito a entrare in una classifica per bianchi, rompendo così le barriere razziali e contribuendo a creare classifiche unificate. Secondo la rivista Rolling Stone, con Off the Wall, Jackson:
L'album valse a Jackson anche diversi premi: nel 1980 vinse 3 American Music Award e un Grammy Award per l'interpretazione di Don't Stop 'Til You Get Enough. Come dichiarato in seguito nella sua autobiografia, nonostante tutto questo successo, Jackson rimase deluso dai risultati ottenuti dall'album, che a suo giudizio avrebbe dovuto avere un maggiore impatto.
Dopo la parentesi da solista, il cantante ritornò in studio con i fratelli per registrare il loro nuovo album, Triumph. Composto quasi interamente da Michael, e spinto dai singoli Lovely One, This Place Hotel e Can You Feel It, divenne il primo album del gruppo a raggiungere la cima della classifica Top R&B/Hip-Hop Albums di Billboard dai tempi dei Jackson 5, venendo seguito da un nuovo tour nazionale di successo. Nonostante il gruppo godesse di una rinnovata popolarità, il confronto con gli eccezionali risultati ottenuti da Off the Wall fu evidente, dando un chiaro segnale sul fatto che ormai l'artista era lanciato verso una carriera da solista.

### Successo planetario conThrillered esibizione alMotown 25(1982-1984)

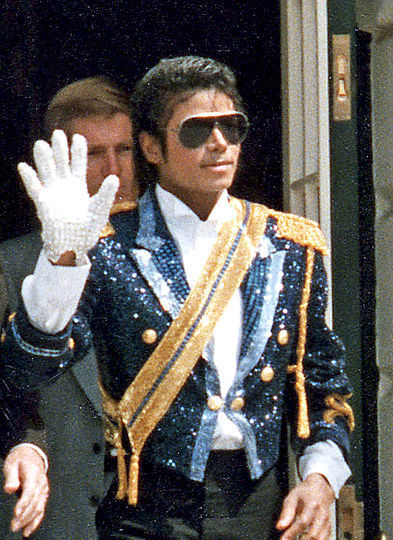
Jackson col suo celebre look nel periodo Thriller.

All'inizio del 1982, Jackson fu contattato dal regista Steven Spielberg, che lo invitò a prendere parte alla realizzazione di un audiolibro del film E.T. l'extra-terrestre, conosciuto come E.T. Storybook: il cantante accettò, incidendo il brano Someone in the Dark e narrando la storia del film; la performance gli varrà un Grammy Award nel 1984.
Il cantante passò poi gran parte dell'anno insieme a Quincy Jones ai Westlake Recording Studios di Los Angeles per registrare il suo secondo album in studio da solista per la Epic. Uscito il 30 novembre di quell'anno, Thriller divenne il suo più grande successo commerciale, piazzandosi al primo posto della Billboard 200 per 37 settimane consecutive, più di ogni altro album in studio nella storia della classifica, e restando poi nelle prime dieci posizioni per altre 80 settimane consecutive, stabilendo un secondo record. Fu il primo album della storia a piazzare sette singoli nella Top 10 della Billboard Hot 100: The Girl Is Mine cantata insieme a Paul McCartney, Billie Jean, Beat It, Wanna Be Startin' Somethin', Human Nature, P.Y.T. (Pretty Young Thing) e l'omonima Thriller, mentre nel Regno Unito superò il record di Off the Wall con cinque brani in Top 10. Jackson divenne il primo artista della storia ad arrivare alla 1ª posizione di quattro diverse classifiche di album e singoli statunitensi simultaneamente, stabilendo anche il record di permanenza in classifica per un artista maschile. Con vendite di oltre 20 milioni di copie, Thriller fu l'album più venduto negli Stati Uniti sia nel 1983 sia nel 1984, rendendolo il primo album best seller del paese per due anni consecutivi. L'album è stato il primo a essere certificato triplo disco di diamante dalla RIAA per le vendite di 34 milioni di copie negli Stati Uniti, più di ogni altro album in studio. È inoltre l'album più venduto nella storia della musica a livello globale, con vendite stimate tra i 70 e i 100 milioni di copie.
Oltre al successo di vendita, l'impatto dell'album nella musica popolare fu enorme, tanto da cambiare per sempre l'industria discografica e diventare un vero e proprio fenomeno culturale, venendo così definito:

John Branca, co-esecutore testamentario di Jackson, con alle spalle il premio che certifica i 100 milioni di copie vendute dall'album Thriller.

Il 10 marzo 1983, con la messa in onda del video di Billie Jean, Michael Jackson divenne il primo artista non bianco a essere trasmesso su MTV, che fino ad allora si era sempre rifiutata di far comparire artisti neri. Il brano rimase per sette settimane consecutive alla 1ª posizione della Billboard Hot 100, e per altre nove in cima alla Hot R&B Chart, ricevendo una rotazione continua e massiccia su MTV.
La popolarità di Jackson era in continuo aumento, ma il picco della fama venne toccato il 16 maggio 1983: quella sera infatti, il cantante e i suoi fratelli si esibirono al concerto celebrativo dei 25 anni dalla nascita della Motown, l'etichetta che li aveva lanciati, intitolato Motown 25: Yesterday, Today, Forever. Per coloro che non possedevano la TV via cavo o non guardavano MTV, quella fu la prima occasione di vedere Jackson esibirsi dal vivo. Dopo aver eseguito con i suoi fratelli un medley di brani dei Jackson 5, Michael rimase da solo sul palco interpretando Billie Jean: durante questa esibizione, il cantante esibì per la prima volta il guanto bianco di cristalli e lanciò per la prima volta il moonwalk, passo con cui il suo stile di danza verrà identificato negli anni a venire.
L'esibizione di Jackson scatenò il caos fra il pubblico in sala. Il giornalista Christopher Smith, che era presente, scrisse:
Un altro giornalista presente, Steven Ivory, disse:

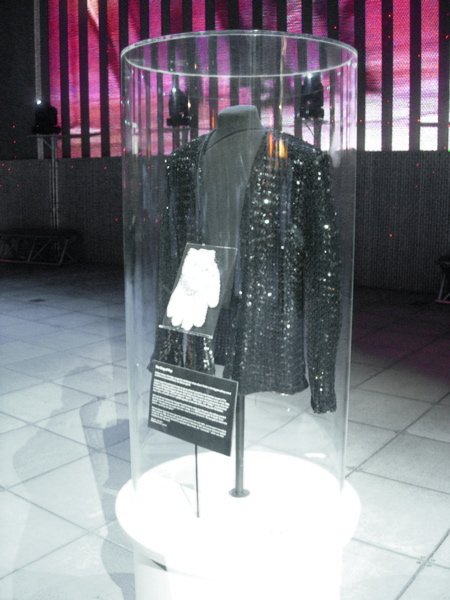
La giacca e il guanto indossati da Jackson durante il programma TV Motown 25.

Il giorno seguente, Fred Astaire, uno degli idoli d'infanzia di Jackson, chiamò il cantante per congratularsi:
L'evento fu seguito in televisione da circa 50 milioni di telespettatori, ascolti che negli Stati Uniti non si avevano dai tempi delle esibizioni di Elvis Presley e dei Beatles all'Ed Sullivan Show. La stampa descrisse Jackson come «il nuovo Sinatra» ed «elettrizzante come Elvis».
Dopo l'esibizione al Motown 25, le vendite di Thriller incrementarono ulteriormente in maniera esponenziale, stabilendo un record mai raggiunto prima di allora e mai più superato: dopo aver venduto 32 milioni di copie nel solo 1983, fu riconosciuto come l'album più venduto di tutti i tempi dal Guinness dei primati nel febbraio 1984. Nel suo periodo di massimo successo, Thriller arrivò a vendere oltre un milione di copie a settimana; il giornalista e biografo di Jackson, J. Randy Taraborrelli, ha affermato che l'album riattivò l'industria musicale, che era in declino sin dal 1978:
A ottobre uscì Say Say Say, secondo duetto con Paul McCartney, che rimase per sei settimane in cima alla Billboard Hot 100 e divenne il settimo singolo di Jackson in Top 10 in un anno, eguagliando il record detenuto dai Beatles. Nello stesso periodo Jackson partecipò anche come ospite al singolo Somebody's Watching Me di Rockwell, figlio di Berry Gordy e suo amico d'infanzia, che conquistò la vetta della classifica R&B di Billboard.

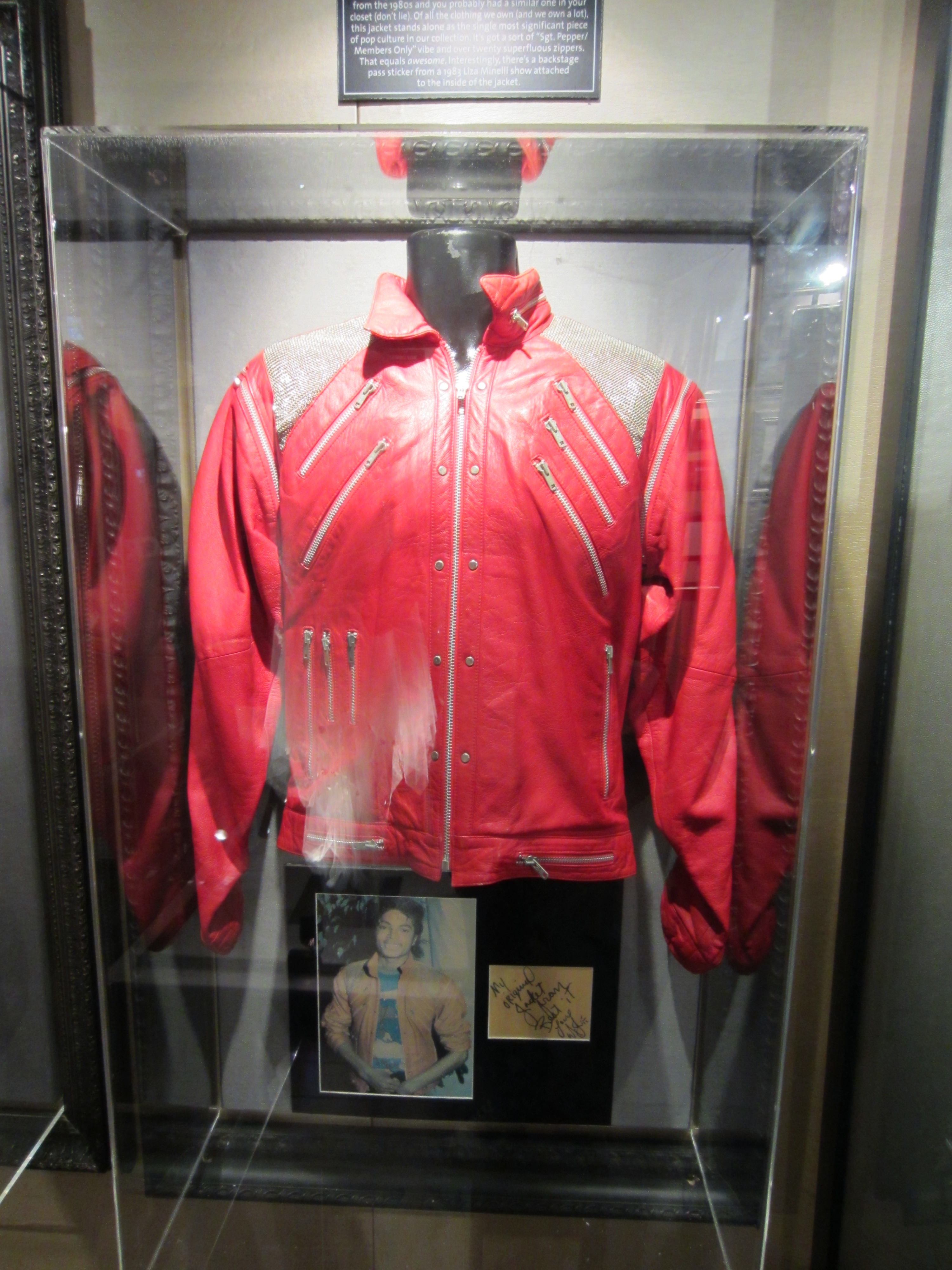
La giacca usata da Jackson per il videoclip di Beat It.

A partire dal 1983 Jackson viene inoltre considerato come l'inventore dei videoclip in senso contemporaneo, ovvero come medium attraverso il quale gli artisti potevano comunicare al meglio la loro musica; l'artista iniziò a realizzare cortometraggi di tipo cinematografico con costumi, effetti speciali, scenografie, coreografie, sceneggiature, alti budget e regia professionistica, spronando il resto dell'industria musicale a fare altrettanto. Ne sono esempi i videoclip per Billie Jean, entrato nell'immaginario collettivo per le famose mattonelle che si illuminavano sotto i piedi del cantante, o quello di Beat It con la sua coreografia in stile West Side Story.
Il 2 dicembre 1983 MTV trasmise per la prima volta in mondovisione il videoclip di Thriller: girato da John Landis, con una durata di 13 minuti e mezzo e costato la cifra senza precedenti di 500.000 dollari, il video sarebbe diventato una pietra miliare nella storia della musica pop. Secondo Les Garland, direttore della programmazione di MTV, il videoclip generò straordinari picchi di ascolto:
Nel 1989 Thriller venne premiato da un sondaggio fra gli spettatori di MTV come «Miglior video musicale della storia», titolo riconfermato dall'analogo sondaggio 100 Greatest Music Videos Ever Made del 1999; nel 2001 anche il canale televisivo VH1 lo inserì al primo posto della sua classifica 100 Greatest Videos of All Time, e il Guinness dei primati lo ha elencato nel 2006 come «video musicale di maggior successo di tutti i tempi». Nel 2009 il video è stato inserito nel National Film Registry della Biblioteca del Congresso di Washington per essere «culturalmente, storicamente o esteticamente significativo», diventando il primo e attualmente unico videoclip musicale ad aver ricevuto questo onore e venendo definito «video musicale più famoso di tutti i tempi». Nel 2010 Thriller è stato nuovamente votato come video più influente di tutti i tempi.
Il 16 gennaio 1984 agli American Music Awards, Jackson stabilì un nuovo record di vittorie, aggiudicandosi 8 premi su 11 nomination, incluso l'Award of Merit, diventando a soli 25 anni l'artista più giovane ad aver mai ricevuto il premio. Il 29 gennaio, all'assegnazione dei Grammy Awards 1984, Jackson vinse 8 premi su 12 nomination, entrando nuovamente nel Guinness come l'artista con il maggior numero nominations e di Grammy Awards vinti in un solo anno. La presenza di Jackson attirò un'audience di circa 52 milioni di telespettatori, un record mai più superato da nessun'altra cerimonia di premiazione. Poche settimane dopo venne pubblicato il documentario The Making of Thriller, che diventò all'epoca la videocassetta più venduta di sempre, con vendite superiori ai 10 milioni di unità.

### Spot per la Pepsi eVictory Tour,We Are the WorldeCaptain EO(1984-1986)

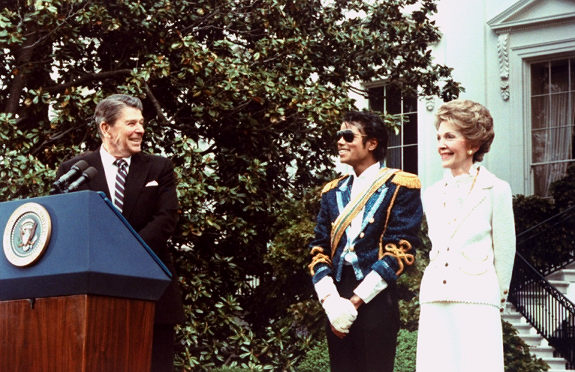
Michael Jackson alla Casa Bianca con il Presidente Ronald Reagan e sua moglie Nancy il 14 maggio 1984

Il 27 gennaio 1984, Jackson e i suoi fratelli girarono uno spot pubblicitario per la Pepsi-Cola allo Shrine Auditorium di Los Angeles. Il gruppo stava simulando un concerto davanti a migliaia di fan, quando i capelli di Michael presero accidentalmente fuoco a causa di un imprevisto guasto pirotecnico durante l'esecuzione di Billie Jean. Il cantante riportò gravi ustioni di terzo grado al cuoio capelluto e alla base della testa che arrivarono fino al cranio e fu costretto a sottoporsi ad alcuni interventi di chirurgia plastica ricostruttiva a quest'ultimo, allo scopo di nascondere alcune cicatrici rimaste dopo l'incidente. Il cantante donò il risarcimento di un milione e mezzo di dollari ricevuto dalla Pepsi al centro per le cure dei grandi ustionati nel quale era stato ricoverato. L'episodio dell'incidente ebbe enorme impatto mediatico, e soprattutto sulla salute di Jackson, che dovette subire trapianti di cuoio capelluto per i dieci anni successivi e che continuò a soffrire di dolori lancinanti ed emicranie per tutto il resto della vita. Secondo i rapporti finanziari dell'epoca, grazie alla partnership con Jackson, la Pepsi registrò vendite per 7,7 miliardi di dollari e un aumento della sua quota di mercato nel 1984, mentre la sua storica rivale Coca-Cola registrò un significativo calo di vendite. Essendo sotto contratto con Pepsi, Jackson dovette declinare l'invito ad esibirsi come atto principale alla cerimonia di chiusura delle XXIII Olimpiadi di Los Angeles, che erano state sponsorizzate da Coca-Cola.
Il 14 maggio il cantante venne invitato alla Casa Bianca dal presidente degli Stati Uniti Ronald Reagan, per ricevere un premio dovuto al sostegno che aveva dato a enti benefici nella lotta contro l'alcol e la droga, concedendo anche l'uso di Beat It in uno spot pubblicitario su tali tematiche. Il Time descrisse l'influenza di Jackson a quel punto come qualcosa «che supera ogni confine di gusto, stile e colore», mentre per il New York Times «nel mondo della musica c'è Michael Jackson, e poi ci sono tutti gli altri». A quel punto Jackson aveva il più alto tasso di royalties dell'industria musicale, circa 2 dollari per ogni album venduto, e stava realizzando profitti da record. Bambole, capi di abbigliamento e gagdet modellati con la sua immagine apparvero nei negozi nordamericani nel maggio 1984, andando a ruba e dando vita ad un'autentica industria.

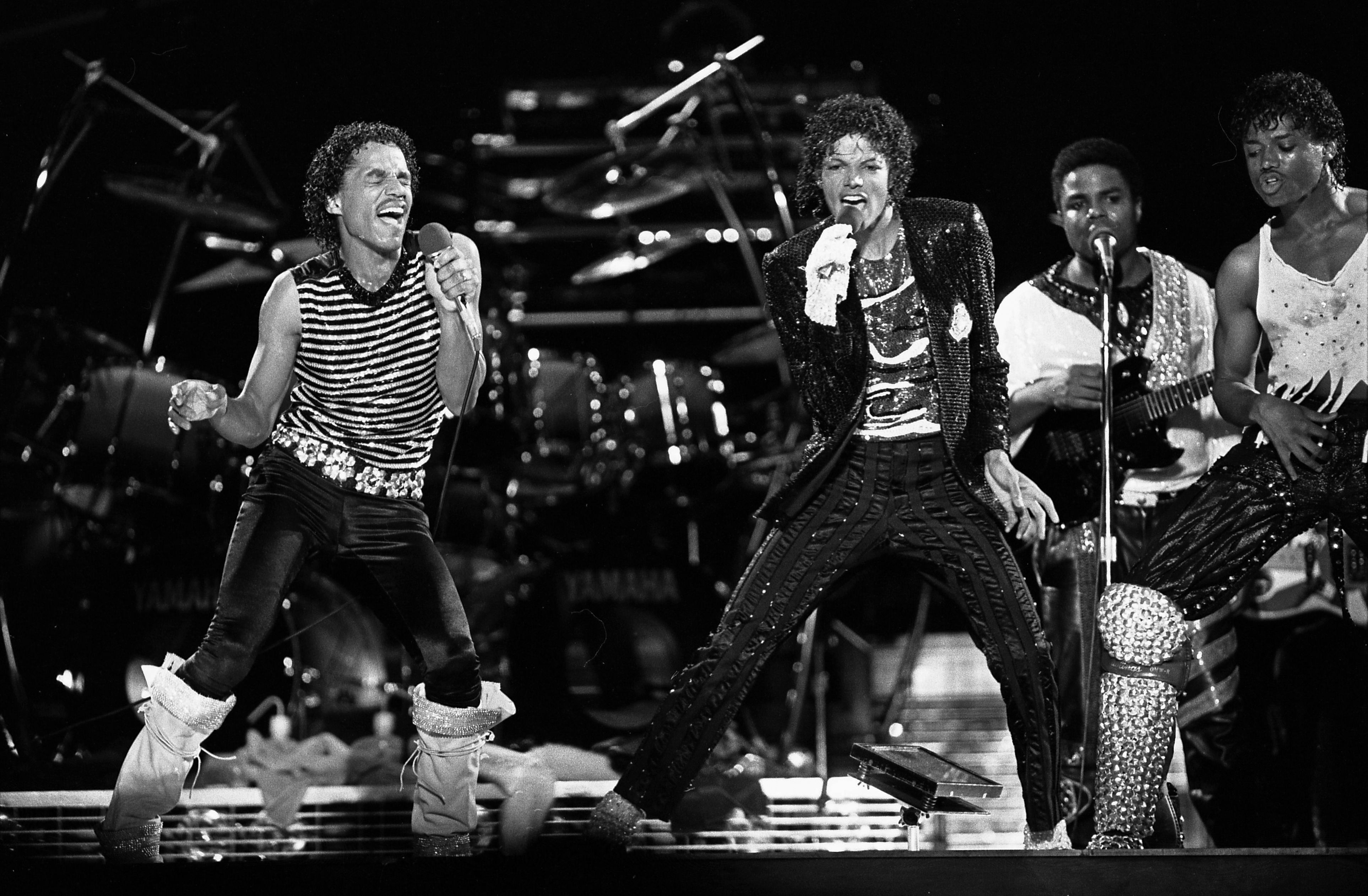
Michael Jackson si esibisce insieme ai suoi fratelli durante il Victory Tour all'Arrowhead Stadium di Kansas City nel 1984.

In luglio uscì Victory, nuovo album dei Jacksons, seguito da un tour promozionale negli stadi di Stati Uniti e Canada. Il Victory Tour iniziò il 6 luglio a Kansas City, terminando il 9 dicembre dello stesso anno a Los Angeles, con un primato di sei concerti sold out al Dodger Stadium. Durante la tournée, l'attenzione del pubblico e della stampa fu completamente rivolta verso Jackson, i cui brani da solista provenienti da Off the Wall e Thriller costituivano la metà della scaletta. I 55 concerti del tour fecero registrare un'affluenza di 3 milioni di spettatori, con ricavi complessivi di 75 milioni di dollari, cifre che lo resero all'epoca il tour di maggior successo della storia, superando il precedente record dei Rolling Stones. Jackson donò tutti i suoi ricavi personali dal tour, 5 milioni di dollari, in beneficenza. Al termine della tournée, Michael annunciò il suo abbandono dai Jacksons per potersi dedicare definitivamente alla sua carriera da solista.
Il 20 novembre Jackson ricevette la sua stella come artista solista sulla Hollywood Walk of Fame, diventando la prima celebrità ad avere due stelle nella stessa categoria; ne aveva già infatti ottenuta una come membro dei Jacksons nel 1980. Centinaia di poliziotti mantennero l'ordine durante la cerimonia, mentre una folla di oltre 6.000 persone si accalcava sull'Hollywood Boulevard per poter vedere il cantante.
Nel gennaio 1985 scrisse insieme a Lionel Richie il singolo benefico We Are the World per raccogliere fondi destinati alle popolazioni dell'Africa orientale, colpite in quel periodo da una grave carestia, registrandolo insieme ad un supergruppo di altri 44 artisti denominato USA for Africa. Negli Stati Uniti il brano vendette più di sette milioni di copie in meno di quattro mesi, diventando il singolo con le vendite più veloci di sempre, e rimase alla 1ª posizione di Billboard per un mese, entrando anche nelle classifiche rock e country. We Are the World vendette oltre 30 milioni di copie, e diventò all'epoca il singolo più venduto della storia, raccogliendo 80 milioni di dollari. Ai Grammy Awards 1986 il brano vinse quattro premi.
In marzo Jackson fu invitato al Madame Tussauds di Londra per inaugurare la propria statua di cera; all'arrivo e all'uscita dal museo il cantante fu assediato da oltre 8.000 persone accalcatesi all'ingresso dell'edificio per vederlo. Nonostante fosse stato invitato, Jackson non poté partecipare al Live Aid il 13 luglio 1985, poiché già impegnato con progetti precedenti in studio di registrazione; We Are the World, cantata da tutti gli artisti partecipanti, chiuse il concerto di Filadelfia. In agosto, tramite il suo avvocato John Branca, Jackson acquistò per 47,5 milioni di dollari il catalogo ATV Music Publishing, comprendente i diritti di pubblicazione di quasi 4.000 canzoni, inclusa la maggior parte del materiale dei Beatles.
Nel 1986 Jackson strinse un secondo accordo pubblicitario con la Pepsi per il valore di 50 milioni di dollari, riconosciuto dal Guinness come il più grande accordo di sponsorizzazione personale della storia. Lo stesso anno recitò come protagonista nel cortometraggio in 4D Captain EO, scritto e prodotto da George Lucas e diretto da Francis Ford Coppola. Lunga appena 17 minuti, ma costata tra i 17 e i 30 milioni di dollari, la pellicola fu realizzata appositamente dalla Disney come attrazione per i suoi parchi a tema: Walt Disney World lo proiettò a Epcot dal 12 settembre 1986, Disneyland dal 18 settembre 1986, Tokyo Disneyland dal 20 marzo 1987 mentre Disneyland Paris avrebbe lanciato l'attrazione alla sua apertura nell'aprile del 1992. Captain EO è ritornato, per diversi periodi di tempo, in tutti i parchi Disneyland del mondo dopo la prematura scomparsa dell'artista.

### Bad(1987-1990)

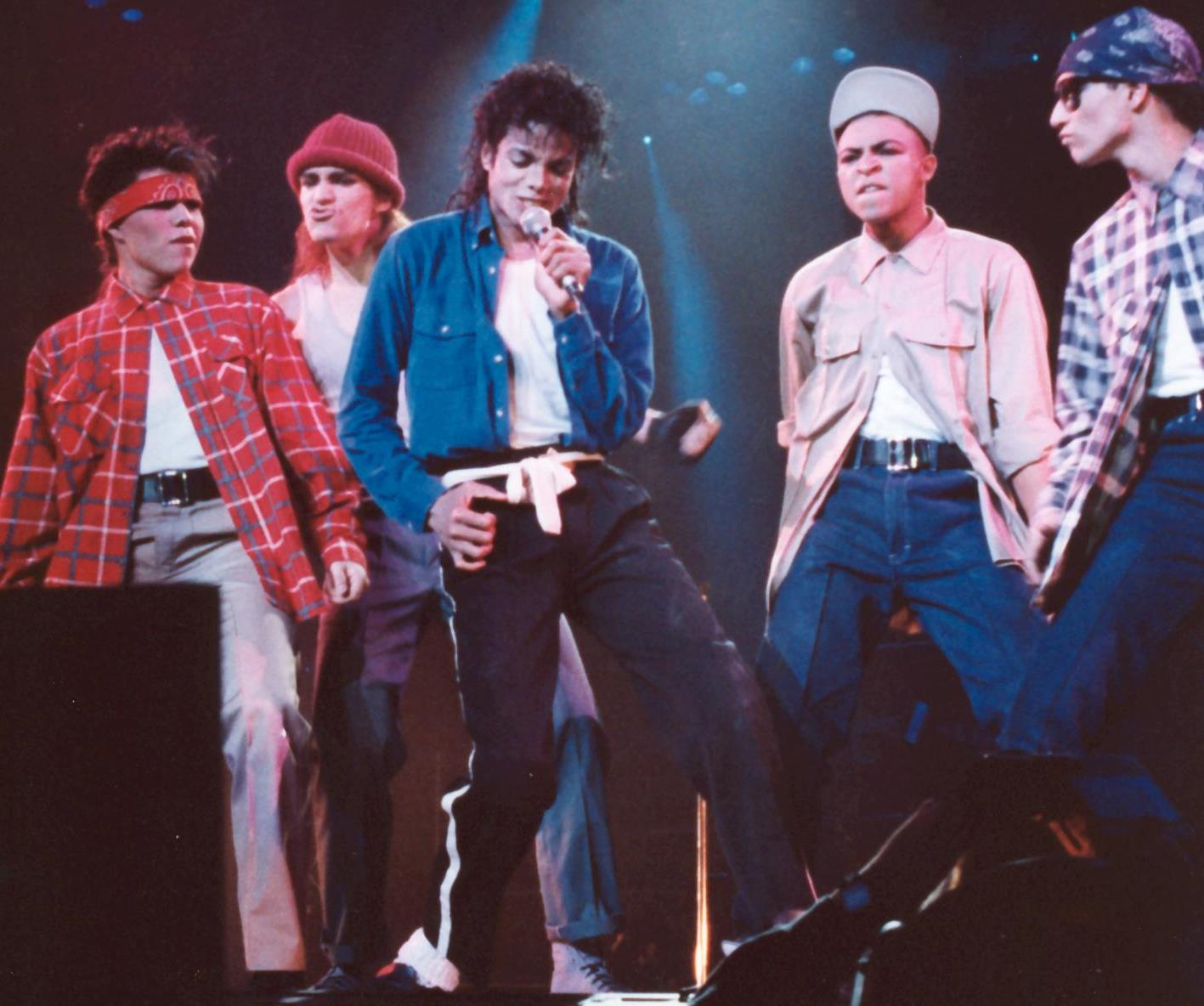
Michael Jackson esegue The Way You Make Me Feel durante il Bad World Tour

Il 31 agosto 1987 uscì Bad, terzo album da solista di Jackson per la Epic e l'ultimo prodotto da Quincy Jones. Descritto dalla stampa come «l'album più atteso di sempre», Bad diventò il primo album della storia a debuttare in vetta alle classifiche di 25 paesi del mondo, e l'album con le vendite più veloci di sempre, oltre 7 milioni di copie nella prima settimana di disponibilità. Negli Stati Uniti esordì al primo posto della Billboard 200 e rimase nella Top 5 per 38 settimane, stabilendo il record di permanenza per un album. Dall'album furono estratti dieci singoli: I Just Can't Stop Loving You (in duetto con Siedah Garrett), Bad, The Way You Make Me Feel, Man in the Mirror, Dirty Diana, Another Part of Me, Smooth Criminal, Leave Me Alone, Liberian Girl e Speed Demon; i primi cinque finirono alla 1ª posizione di Billboard, stabilendo un nuovo record nel Guinness dei primati. Nel Regno Unito, Bad divenne all'epoca l'album con le vendite più veloci di sempre, mentre sette singoli entrarono nella Top 10 della Official Singles Chart, infrangendo il record precedente detenuto dallo stesso Jackson. Bad ebbe un enorme successo commerciale, vendendo oltre 30 milioni di copie in pochi anni e diventando, all'epoca, il secondo album più venduto della storia dietro a Thriller. Ad oggi Bad ha venduto 45 milioni di copie nel mondo, 11 delle quali negli Stati Uniti, ed è il quinto album più venduto a livello mondiale.

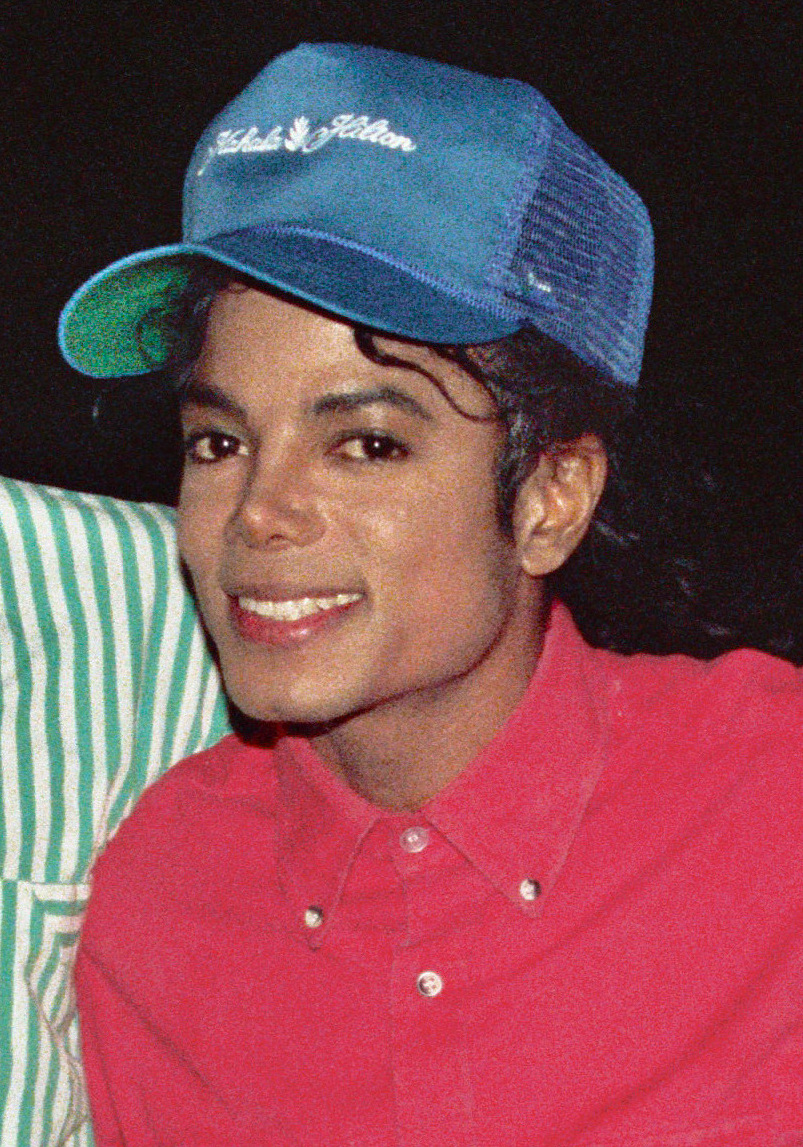
Michael Jackson nel 1988

Il videoclip di Bad, ambientato in una stazione della metropolitana di New York, fu girato da Martin Scorsese: con una durata di 18 minuti e un costo di oltre 2 milioni di dollari, superò i precedenti record del video di Thriller. Nel video era presente anche l'attore Wesley Snipes, allora al suo debutto cinematografico, mentre Steven Spielberg, Dan Aykroyd, David Copperfield, Whoopi Goldberg, John Travolta, Olivia Newton-John, Lou Ferrigno, "Weird Al" Yankovic e altre celebrità di Hollywood apparvero nel video di Liberian Girl.
Il 12 settembre del 1987 ebbe inizio da Tokyo il Bad World Tour, primo tour solista di Jackson; nel solo Giappone tutti i 14 concerti iniziali furono sold out con mesi d'anticipo e registrarono oltre 570.000 spettatori, battendo ogni precedente record giapponese. La stampa giapponese soprannominò il cantante "Typhoon Jackson" ("tifone Jackson"), definendo il suo tour «il più grande spettacolo della terra».

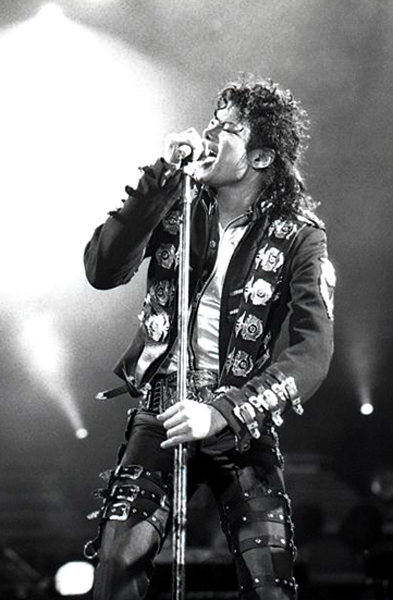
Michael Jackson si esibisce in Wanna Be Startin' Somethin a Vienna, il 2 giugno 1988

Il 1º febbraio 1988 Jackson pubblicò l'autobiografia Moonwalk. Il libro divenne il best seller dell'anno, con oltre 450.000 copie vendute in pochi giorni. Il 2 marzo Jackson partecipò ai Grammy Awards 1988 dove Bad ricevette 5 nomination tra le quali quella di Album dell'anno, ma vinse solo il premio per Best Engineered Recording. Alla serata Jackson non fece incetta di premi, ma rubò la scena a ogni altro artista presente esibendosi in una storica performance, considerata una delle migliori nella storia dei Grammy, con The Way You Make Me Feel e con Man in the Mirror, dove fu accompagnato da un coro gospel. Pochi giorni dopo il cantante ricevette due lauree honoris causa in Lettere, una dalla Fisk University, e una dalla United Negro College Fund; dal 1985 aveva donato oltre 450.000 dollari alla fondazione, garantendo borse di studio a più di 130 giovani afroamericani.
Poco tempo dopo il cantante acquistò per 17 milioni di dollari il Neverland Ranch, che sarebbe stato la sua residenza ufficiale fino al 2005.
A fine maggio 1988 Jackson arrivò per la prima volta in tour in Europa provocando un'isteria collettiva mai vista prima di allora; il 19 giugno si esibì davanti a più di 60.000 fans a Berlino Ovest, nella piazza del Reichstag di fronte al Muro di Berlino; la Stasi, preoccupata che il concerto potesse radunare migliaia di cittadini della DDR presso il confine, lo considerò «uno dei momenti più minacciosi per la sicurezza della Germania orientale». Il culmine del tour arrivò in luglio, quando Jackson eseguì 7 concerti sold out al Wembley Stadium di Londra davanti a oltre 504.000 spettatori, ottenendo un nuovo record nel Guinness dei primati per «la serie di concerti di maggior successo della storia»; la richiesta totale era stata superiore a 2 milioni di biglietti, una cifra tale da poter fare almeno 27 concerti sold out. Mentre si trovava a Londra, il cantante ricevette un trattamento fino ad allora riservato solo ai reali: in occasione di una cena in suo onore alla Guildhall, Jackson divenne il primo commoner della storia ad entrare nello storico edificio attraverso l'ingresso reale, grazie ad un permesso concesso dalla Regina Elisabetta II in persona, venendo accompagnato dalle guardie reali a cavallo. A Parigi, Jacques Chirac gli consegnò invece la Medaglia della città, onorificenza riservata solo ai capi di Stato. Nell'ultima data europea Jackson si esibì all'Aintree Racecourse di Liverpool davanti ad un pubblico di 125.000 persone, il più grande della sua carriera fino a quel momento, e il più grande mai radunato da un'artista straniero nel Regno Unito.
Il 7 settembre Jackson ricevette l'MTV Video Vanguard Award con la seguente motivazione:
In ottobre uscì Moonwalker. Il film fu proiettato in diversi paesi del mondo, e incassò 67 milioni di dollari, mentre negli Stati Uniti uscì esclusivamente in home video nel gennaio 1989. Rimase in cima alle classifiche per 22 settimane, e vendette oltre 800.000 copie in quattro mesi, superando The Making of Thriller e diventando la VHS più venduta di sempre nel paese. Dal film venne estratto il videoclip di Smooth Criminal, altro video divenuto celebre per la sua ambientazione gangster, le sue coreografie elaborate e i suoi effetti speciali tra i quali la scena in cui Jackson e i suoi ballerini si inclinavano in avanti a 45º, sfidando la forza di gravità. Il passo, definito 45 Degree Lean-antigravity lean, e la tecnica per realizzarlo, furono poi brevettati dall'artista.
Il Bad World Tour si concluse a Los Angeles il 27 gennaio 1989, con un totale di 123 concerti in 15 nazioni, che registrarono quasi 4,5 milioni di spettatori e incassi superiori ai 125 milioni di dollari, cifre che lo resero all'epoca il tour di maggior successo nella storia della musica. Nel 2019, il Bad World Tour è stato scelto da Vivid Seats e Consequence come il «miglior tour di tutti i tempi» di un artista solista:
Sempre in gennaio, Jackson ricevette un nuovo premio in suo onore agli American Music Awards, per «il suo contributo e i suoi sforzi pionieristici nel campo dei video musicali», oltre al primo Lifetime Achievement Award per i primati conseguiti da Bad, diventato l'album più venduto al mondo per il terzo anno consecutivo, mentre in aprile fu insignito per la prima volta del titolo di "Re del Pop" ai Soul Train Awards, dove Elizabeth Taylor ed Eddie Murphy gli consegnarono 4 premi tra cui l'Award for Entertainer of the Year definendolo «il vero Re del pop, del rock e del soul». Da quel momento il titolo onorifico di "Re del Pop" è diventato sinonimo stesso di Michael Jackson.

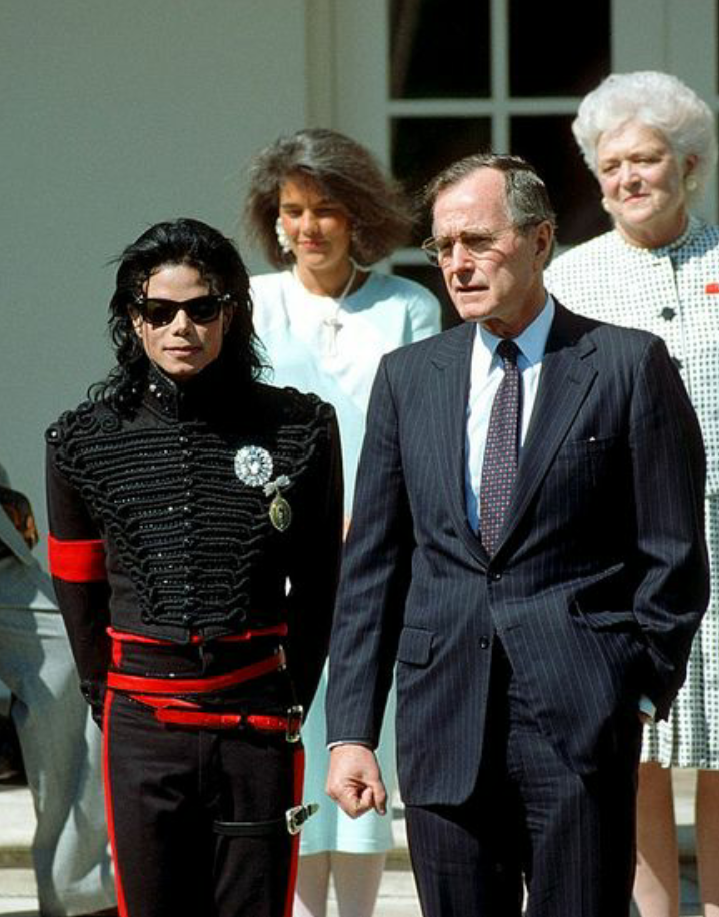
Michael Jackson è ricevuto dal Presidente George H.W. Bush alla Casa Bianca il 5 aprile 1990

Nel 1989 Jackson divenne anche la prima celebrità a guadagnare più di 100 milioni di dollari in un solo anno, ottenendo 125 milioni esclusivamente dalla vendita di album e singoli, e la prima persona occidentale ad apparire nella tv di stato dell'Unione Sovietica, dove circa 150 milioni di persone videro i suoi spot per la Pepsi.
Il 5 aprile 1990 fu invitato per la seconda volta alla Casa Bianca, dove il presidente George Bush senior gli conferì il premio come Artista del Decennio: alla fine degli anni 80, Jackson aveva venduto oltre 110 milioni di copie con tre album, due dei quali erano diventati i più venduti di sempre, e aveva avuto più singoli al numero uno di qualsiasi altro artista durante il decennio; la rivista Vanity Fair lo definì «l'artista più popolare nella storia dello showbusiness». Ai Grammy Awards 1990 ricevette il premio per il miglior video dell'anno per Leave Me Alone, diventando anche l'artista con il maggior numero di Grammy vinti negli anni 80, ben 11.
Lo stesso anno diventò testimonial per la LA Gear per la quale apparve anche in alcuni spot pubblicitari.
Terminata la promozione di Bad, Jackson progettò di pubblicare Decade, un Greatest Hits che avrebbe dovuto contenere i suoi più grandi successi fino ad allora, e di dedicarsi principalmente alla carriera cinematografica; il cantante fu contattato da Steven Spielberg, con cui aveva già lavorato all'E.T. Storybook, per interpretare il ruolo di Peter Pan in Hook - Capitan Uncino; entrambi i progetti furono tuttavia abbandonati e alla fine il regista scelse al suo posto l'attore Robin Williams. Jackson tentò anche di ottenere il ruolo da protagonista in Edward mani di forbice di Tim Burton; anche se alla fine il regista preferì Johnny Depp per la parte, la sceneggiatura del film avrebbe tuttavia influenzato alcuni progetti futuri del cantante.

### Dangerous(1991-1994)
Il 23 marzo 1991 Jackson firmò con Sony Music il contratto più redditizio nella storia della musica dal valore di 900 milioni di dollari, pubblicizzato dai media dell'epoca come «il contratto da un miliardo di dollari».
Il 26 novembre uscì Dangerous, che debuttò alla 1ª posizione nella Billboard 200 e in altri 10 Paesi, vendendo oltre 5 milioni di copie nella prima settimana di uscita e diventando il secondo album con le vendite più veloci di sempre, dietro al predecessore Bad. Ad oggi ha venduto oltre 40 milioni di copie a livello globale, 8 delle quali negli Stati Uniti, diventando l'album new jack swing di maggior successo di tutti i tempi.
Il singolo di lancio dell'album, Black or White, raggiunse la 1ª posizione della Billboard Hot 100 in tre settimane, rendendolo il brano più veloce a raggiungere la testa della classifica dal 1969, rimanendovi per sette settimane consecutive e rendendo Jackson il primo artista della storia ad avere brani al numero uno di Billboard in tre diversi decenni, e il primo artista americano a debuttare direttamente alla prima posizione nel Regno Unito dal 1960, eguagliando il record di Elvis Presley. Il video del brano, lungo 11 minuti e costato 4 milioni di dollari, venne girato nuovamente da John Landis, con la partecipazione dell'attore Macaulay Culkin e della modella Tyra Banks; all'esordio in tv avvenuto il 14 novembre 1991 si registrò un ascolto di oltre 500 milioni di telespettatori, il che lo rese il video musicale con la più grande audience di sempre, con un nuovo record nel Guinness. Il 27 novembre Jackson si esibì nello speciale televisivo per i 10 anni dalla nascita di MTV in Black or White, accompagnato da Slash dei Guns N' Roses, e in Will You Be There, accompagnato da un coro gospel. A partire da quell'anno inoltre, l'MTV Video Vanguard Award venne rinominato Michael Jackson Video Vanguard Award, in onore dei suoi contributi alla cultura dei video musicali.
A gennaio del 1992 fu pubblicato il secondo singolo Remember the Time, accompagnato dal relativo videoclip ambientato nell'Antico Egitto; costato 2 milioni di dollari e girato da John Singleton, vi parteciparono l'attore Eddie Murphy, la modella e attrice Iman e il giocatore dell'NBA Magic Johnson. Seguirono quello di In the Closet girato da Herb Ritts, dove Jackson duettava e ballava con la modella Naomi Campbell (nell'album la voce era invece quella della principessa Stephanie di Monaco) e quello di Jam, nel quale compariva il cestista Michael Jordan che giocava e ballava con Jackson, mentre in quello di Give In to Me apparivano Slash, Gilby Clarke e Teddy Andreadis, allora membri dei Guns N' Roses. Il video di Gone Too Soon includeva immagini del cantante in compagnia di Ryan White, giovane studente divenuto uno dei simboli della lotta all'HIV/AIDS e deceduto nel 1990, col quale Jackson aveva stretto una grande amicizia. I proventi del singolo furono devoluti in beneficenza alla Elizabeth Taylor AIDS Foundation. Altri tre brani, Who Is It, Heal the World e Will You Be There vennero estratti da Dangerous, per un totale di nove singoli; quattro di essi entrarono nella Top 10 statunitense, mentre sette in quella del Regno Unito, eguagliando il record stabilito da Bad.

Francobollo celebrativo rilasciato dal governo rumeno in occasione del concerto svoltosi a Bucarest il 1º ottobre 1992.

In febbraio Jackson si recò in Africa per visitare Gabon, Costa d'Avorio, Tanzania ed Egitto, in quello che definì «un ritorno a casa». Durante il viaggio Jackson attirò folle superiori a quelle delle precedenti visite di Papa Giovanni Paolo II e Nelson Mandela. Oltre 100.000 persone lo accolsero all'aeroporto di Libreville, e il presidente del Gabon Omar Bongo gli consegnò la Medal of Honor, onorificenza riservata ai capi di Stato, mentre in Costa d'Avorio fu incoronato "Re dei Sanwi" dal capo della tribù, con tanto di cerimonia d'incoronazione.
In giugno venne pubblicata negli Stati Uniti Dancing the Dream, una raccolta di poesie, riflessioni e racconti scritti dal cantante. Il 24 giugno, con una conferenza stampa organizzata all'aeroporto londinese di Heathrow, Jackson presentò la Heal the World Foundation; ispirata al brano omonimo, aveva lo scopo di aiutare i più bisognosi, specialmente i bambini delle zone colpite dalle guerre e i malati terminali. Tramite la fondazione, Jackson inviò subito aiuti umanitari per milioni di dollari nella Bosnia colpita dalla guerra civile.
Il 27 giugno incominciò a Monaco di Baviera il tour promozionale per l'album, il Dangerous World Tour, che divenne uno degli spettacoli più grandi della storia della musica. La data finale del tour europeo, tenuta a Bucarest il 1º ottobre davanti a 90.000 fan, e trasmessa in diretta tv da HBO, fu seguita da oltre 250 milioni di spettatori, l'audience più grande nella storia della tv via cavo. I diritti tv furono acquistati da HBO per 20 milioni di dollari, la cifra più alta mai pagata per un concerto. Alla fine del 1992, Dangerous e Black or White erano diventati l'album e il singolo più venduti dell'anno nel mondo, vincendo due premi ai Billboard Awards; Jackson vinse anche un premio onorario come «artista più venduto degli anni 80».
Il 17 gennaio 1993 Jackson partecipò alla prima cerimonia inaugurale della presidenza di Bill Clinton, esibendosi in We Are the World presso il National Mall di Washington, accompagnato da altri artisti. Due giorni dopo si esibì nel 42º gala presidenziale, chiedendo all'amministrazione Clinton di investire più soldi a sostegno di enti di beneficenza e nella ricerca sull'HIV/AIDS. Jackson eseguì Gone Too Soon, dedicandola a Ryan White, e Heal the World, ricevendo una standing ovation. Il 24 gennaio il cantante lanciò la fondazione benefica Heal L.A. insieme all'ex presidente Jimmy Carter, volta alla prevenzione dell'uso di droghe e alla gestione di servizi medici ed educativi per i giovani nelle zone più disagiate di Los Angeles. Il giorno seguente, agli American Music Awards, vinse 3 premi incluso il primo International Artist Award, che negli anni seguenti avrebbe portato il suo nome.
Il 31 gennaio Jackson si esibì in una iconica performance, durante l'Halftime Show del Super Bowl XXVII, registrando il primato d'ascolti della televisione americana con oltre 133,4 milioni di telespettatori, più della metà della popolazione degli Stati Uniti in quel momento. Lo spettacolo fu seguito da oltre 1 miliardo e 500 milioni di persone in altri 85 Paesi, facendo guadagnare a Jackson un nuovo record nel Guinness per «l'esibizione con la più grande audience televisiva di sempre». Il successo della sua performance diede quindi inizio alla tradizione della NFL di invitare i più grandi artisti del mondo ad esibirsi nell'intervallo della finale.
Il 10 febbraio rilasciò un'intervista esclusiva a Oprah Winfrey che venne trasmessa in diretta dal Neverland Ranch in mondovisione, registrando oltre 100 milioni di telespettatori e diventando l'intervista più vista nella storia della televisione.
Il 24 febbraio ricevette il Grammy Legend Award consegnatogli dalla sorella Janet ai Grammy Awards 1993, diventando a 34 anni l'artista più giovane ad aver ricevuto il premio. In maggio, ai World Music Awards a Monaco, ricevette 3 premi tra cui uno appositamente creato in suo onore come World's Best Selling Artist of the Era, mentre al Guinness World Record Museum di Los Angeles ricevette il primo e unico Lifetime Achievement Award, un premio alla carriera per i suoi «primati mondiali senza precedenti nel mondo dello spettacolo» e gli vennero certificati ben 8 diversi record mondiali.
Il 23 agosto, mentre si trovava a Bangkok, un giorno prima del concerto inaugurale della seconda parte del Dangerous World Tour, fu accusato da un uomo di nome Evan Chandler di presunte molestie sessuali nei confronti di suo figlio Jordan, all'epoca tredicenne, regolando in seguito extra-giudizialmente le accuse.
A causa della vicenda, Jackson fu costretto ad interrompere ogni promozione dell'album Dangerous incluso il tour, che terminò anticipatamente l'11 novembre 1993 a Città del Messico; i cinque spettacoli finali allo Stadio Azteca furono seguiti da 600.000 spettatori, infrangendo il record precedente stabilito dal lui stesso al Wembley Stadium durante il Bad World Tour. In totale il tour registrò 4 milioni di spettatori e 136 milioni di dollari di incassi per 69 concerti in 26 nazioni. Tutti gli incassi del tour furono devoluti in beneficenza tramite la Heal the World Foundation.
Jackson dovette annullare anche sua la partecipazione al film La famiglia Addams 2, per la cui colonna sonora aveva già composto un brano (Is This Scary, in seguito trasformato in Is It Scary) ed iniziato a registrare alcune scene del video (in seguito trasformato in Ghosts).
Il 26 maggio 1994, a Santo Domingo, sposò Lisa Marie Presley, unica figlia di Elvis Presley. L'8 settembre la coppia apparve sul palco degli MTV Video Music Awards 1994 per aprire la serata, lanciandosi in un bacio improvvisato che catturò l'attenzione della stampa, e che diventò uno dei momenti più iconici nella storia del premio; Will You Be There, brano portante del film Free Willy - Un amico da salvare, vinse un MTV Movie Award alla miglior canzone.

### HIStoryeBlood on the Dance Floor(1995-2000)

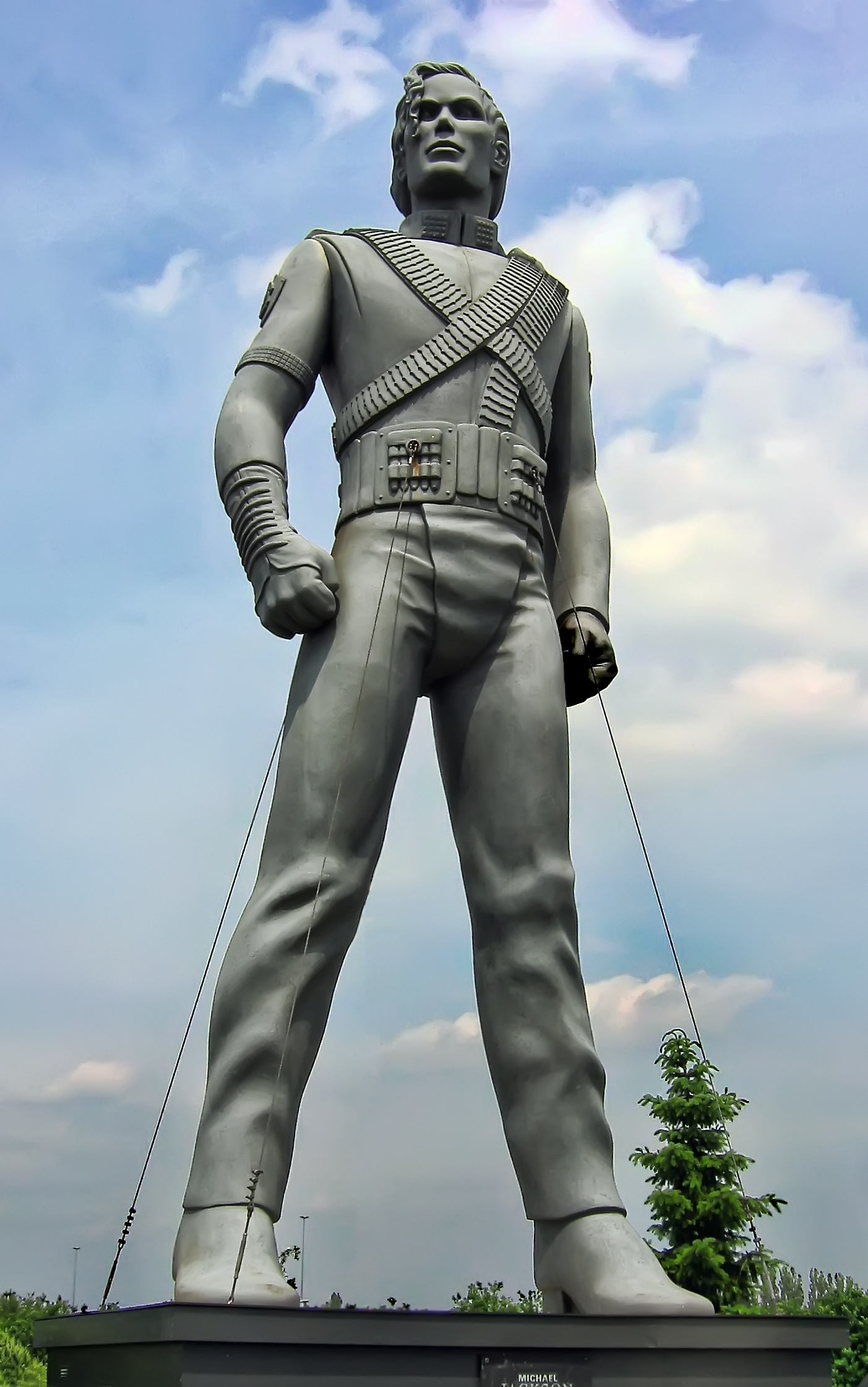
Una delle sei statue costruite per promuovere l'album HIStory e l'HIStory World Tour

Il 16 giugno 1995 fu pubblicato il doppio album HIStory: Past, Present and Future - Book I, che esordì alla 1ª posizione nella Billboard 200 e in altre 19 nazioni. Il primo disco, HIStory Begins, era un Greatest Hits di 15 successi di Jackson, mentre il secondo, HIStory Continues, conteneva 15 brani inediti. HIStory ad oggi ha venduto 33 milioni di copie nel mondo, 8 delle quali negli Stati Uniti, cifre che lo rendono il doppio album più venduto di tutti i tempi.
Il primo singolo estratto dal disco d'inediti di HIStory fu il doppio lato A Scream/Childhood, che debuttò alla 5ª posizione della Billboard Hot 100, all'epoca il più alto esordio nella storia della classifica. Scream era un duetto tra Michael e la sorella minore, Janet Jackson; il video del brano, girato in bianco e nero e ambientato in una navicella spaziale, fece il suo esordio tv davanti a 64 milioni di telespettatori, vincendo un Grammy come Miglior video l'anno seguente, ed entrando nel Guinness per essere il videoclip più costoso della storia, con oltre 7 milioni di dollari investiti. Il secondo singolo, You Are Not Alone, superò il record del suo predecessore, diventando il primo brano nella storia della musica ad entrare direttamente alla 1ª posizione della Billboard Hot 100, e venendo a sua volta inserito nel Guinness. Successivamente seguì Earth Song, un drammatico appello per la salvaguardia del pianeta, che raggiunse la vetta della Official Singles Chart rimanendoci per sei settimane consecutive e divenne il singolo di Jackson di maggior successo nel Regno Unito, con oltre un milione di copie vendute nel paese. Il successivo singolo fu They Don't Care About Us, il cui testo creò alcune controversie e i cui due diversi video furono girati da Spike Lee, uno dei quali nelle favelas brasiliane, seguito dalla ballata Stranger in Moscow, mentre l'ultimo fu la title track HIStory. Tutti i sei singoli entrarono nella Top 5 della Official Singles Chart, rendendo Jackson il primo artista della storia ad avere sei singoli da uno stesso album tra le prime cinque posizioni nel Regno Unito; divenne anche l'unico artista ad aver piazzato quattro o più singoli in Top 10 da 5 album consecutivi.
Il 7 settembre partecipò insieme alla sorella Janet agli MTV Video Music Awards 1995, dove Scream aveva ottenuto 11 nomination, un record per un video musicale; Jackson aprì la serata esibendosi in un medley di vecchi e nuovi successi, accompagnato da Slash. L'esibizione è successivamente stata votata come la migliore nella storia del premio. In novembre Jackson si esibì nel maggiore show televisivo europeo, la trasmissione tedesca Wetten Dass?, registrando gli ascolti più alti nella storia del programma. Alla fine dello stesso mese fuse il suo catalogo musicale con quello di Sony, creando la Sony / ATV Music Publishing; il cantante guadagnò tra i 95 e i 110 milioni di dollari dall'accordo e mantenne la proprietà di metà della società.
Il 6 dicembre Jackson collassò sul palco del Beacon Theater di New York durante le prove di un concerto evento per HBO, intitolato One Night Only, a causa di una forma di grave disidratazione e alla pressione sanguigna estremamente bassa. Secondo i medici che lo soccorsero, Jackson era «a 15 minuti dalla morte». Mentre era ancora ricoverato in ospedale, la moglie Lisa Marie Presley gli comunicò di aver chiesto il divorzio, che avvenne nel gennaio 1996.
Il 19 febbraio Jackson partecipò ai Brit Awards 1996, esibendosi in Earth Song e scatenando alcune polemiche e l'irruzione sul palco di Jarvis Cocker, cantante dei Pulp. Dopo la performance, Jackson ricevette uno speciale Brit Award come Artista di una Generazione. Il premio gli fu consegnato da Sir Bob Geldof, che lo presentò con queste parole:

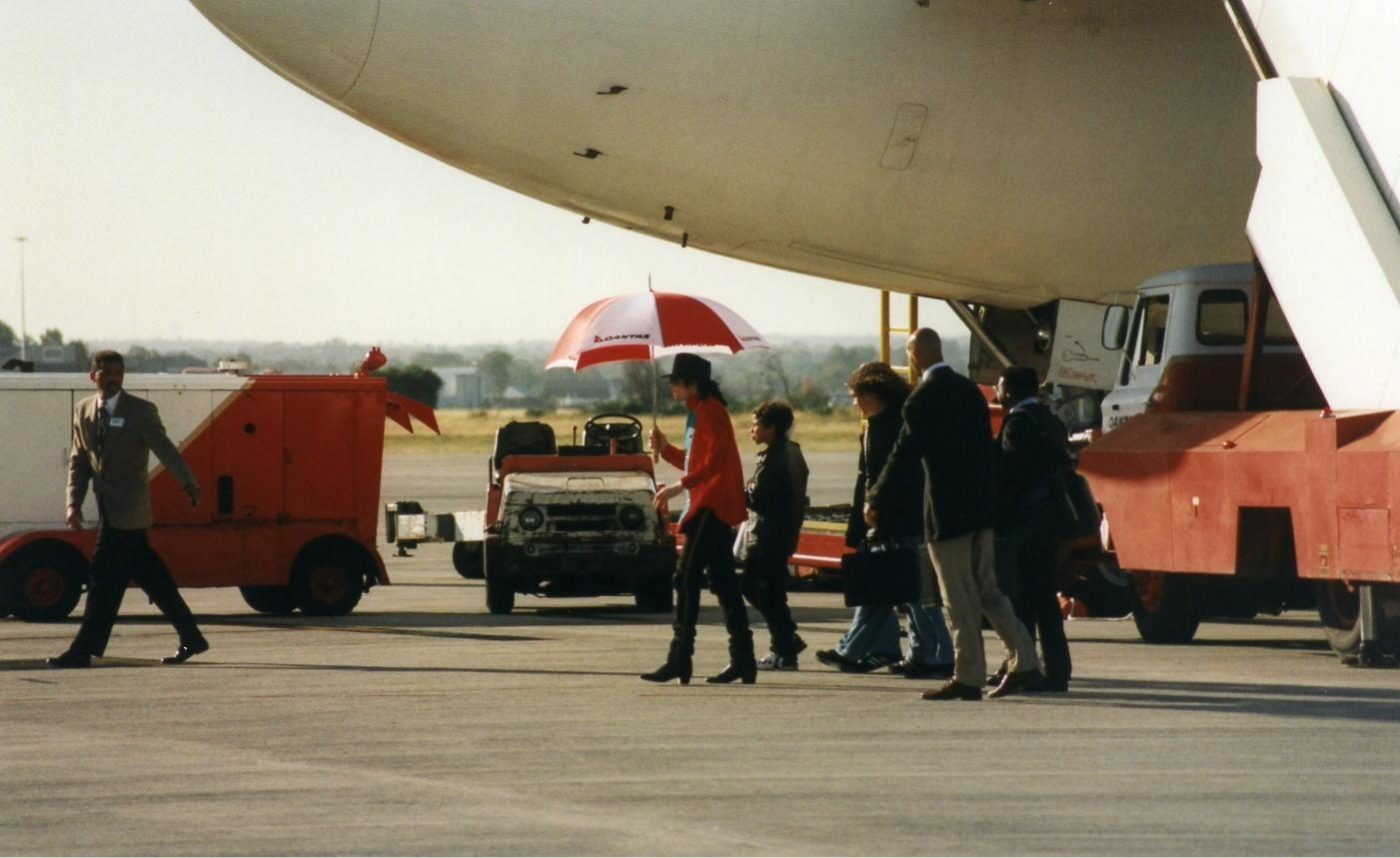
Jackson arriva all'aeroporto di Perth per una tappa dell'HIStory World Tour nel 1996

In maggio si esibì nuovamente in Earth Song ai World Music Awards 1996 a Monaco, e stabilì un nuovo record di vittorie, ricevendo 5 premi, tra cui Best Selling Album Of All Time per Thriller e Best Selling Artist Ever.
Il 16 luglio 1996 Jackson fu invitato a esibirsi nel sultanato del Brunei dal sultano Hassanal Bolkiah, all'epoca l'uomo più ricco al mondo, in occasione dei festeggiamenti per il suo 50º compleanno. Il concerto, con ingresso gratuito, fu eseguito alla presenza della famiglia reale e di un pubblico di 60.000 persone in un'imponente area concerti appositamente costruita per l'occasione. Il sultano pagò circa 17 milioni di dollari perché Jackson si esibisse al suo compleanno, la cifra più alta mai pagata per un concerto privato. Nel viaggio di ritorno Jackson si fermò in Sudafrica, per incontrare Nelson Mandela; parlando con il cantante, il presidente sudafricano affermò: «posso vedere chi è il leader mondiale. Non ho mai visto così tanti giornalisti».

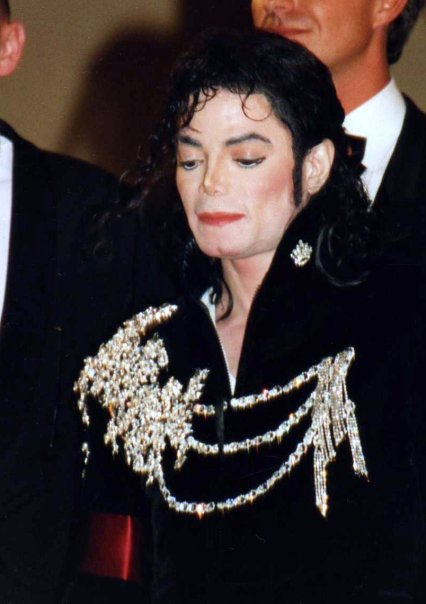
Michael Jackson al Festival di Cannes, l'8 maggio 1997

L'HIStory World Tour, la tournée in supporto dell'album, ebbe inizio il 7 settembre 1996 a Praga davanti a 150.000 persone, il concerto più grande della carriera di Jackson, concludendosi il 15 ottobre 1997 a Durban, alla presenza del presidente Mandela. Il tour incluse 82 concerti in 35 nazioni, per un totale di oltre 4,5 milioni di spettatori, e 165 milioni di dollari di incassi, risultati che lo decretarono il tour di maggior successo della carriera di Jackson e, all'epoca, anche nella storia della musica, battendo i record precedenti del suo stesso Bad World Tour.
Il 14 novembre 1996, durante la tappa australiana del tour, il cantante si sposò per la seconda volta, questa volta con la sua amica ed ex-infermiera Deborah Jeanne Rowe, in una cerimonia improvvisata nell'hotel in cui soggiornavano a Sydney. Il 13 febbraio 1997 nacque il loro primogenito, Prince Michael.
Il 6 maggio 1997 a Cleveland, Jackson e i suoi fratelli furono introdotti, come membri dei Jackson 5, nella Rock and Roll Hall of Fame. Jackson divenne, a soli 38 anni, il più giovane artista mai introdotto. Il 20 maggio fu pubblicato un album di materiale nuovo accompagnato da remix di singoli tratti da HIStory intitolato Blood on the Dance Floor: HIStory in the Mix, che divenne l'album di remix più venduto della storia, con oltre 10 milioni di copie vendute. I singoli Ghosts e Is It Scary facevano parte di un cortometraggio dall'ambientazione horror e gotica, scritto dal cantante e da Stephen King dal titolo Michael Jackson's Ghosts. Diretto da Stan Winston, vantava notevoli effetti speciali ed elaborate coreografie, e durava più di 39 minuti, record per un video musicale, inserito nel Guinness. Il progetto ebbe un costo di 15 milioni di dollari, pagati interamente da Jackson. Jackson e Stan Winston presentarono il cortometraggio fuori concorso al Festival di Cannes 1997. Alla fine dello stesso anno un sondaggio popolare e il Guinness dei Primati dichiararono Jackson «uomo più famoso del pianeta».
Nel 1998 si dedicò principalmente agli affari, cercando partner e fondi per la costruzione di un parco di divertimento ispirato al suo personaggio preferito, Peter Pan, chiamato Peter Pan's Neverland, e una catena di negozi di giocattoli chiamata Wonderworld of Toys, entrambi in Giappone; altri piani comprendevano un secondo parco a tema con casinò a Detroit, chiamato Thriller Theme Park, e un altro casinò in Africa meridionale. I progetti rimasero incompiuti. Il 3 aprile nacque la sua secondogenita, Paris Katherine. In maggio Jackson partecipò al Southern African Economic Summit di Windhoek in Namibia, dove si unì ai leader africani presenti in un appello per la cancellazione del debito, chiedendo inoltre maggiore attenzione verso le condizioni dei bambini più poveri.

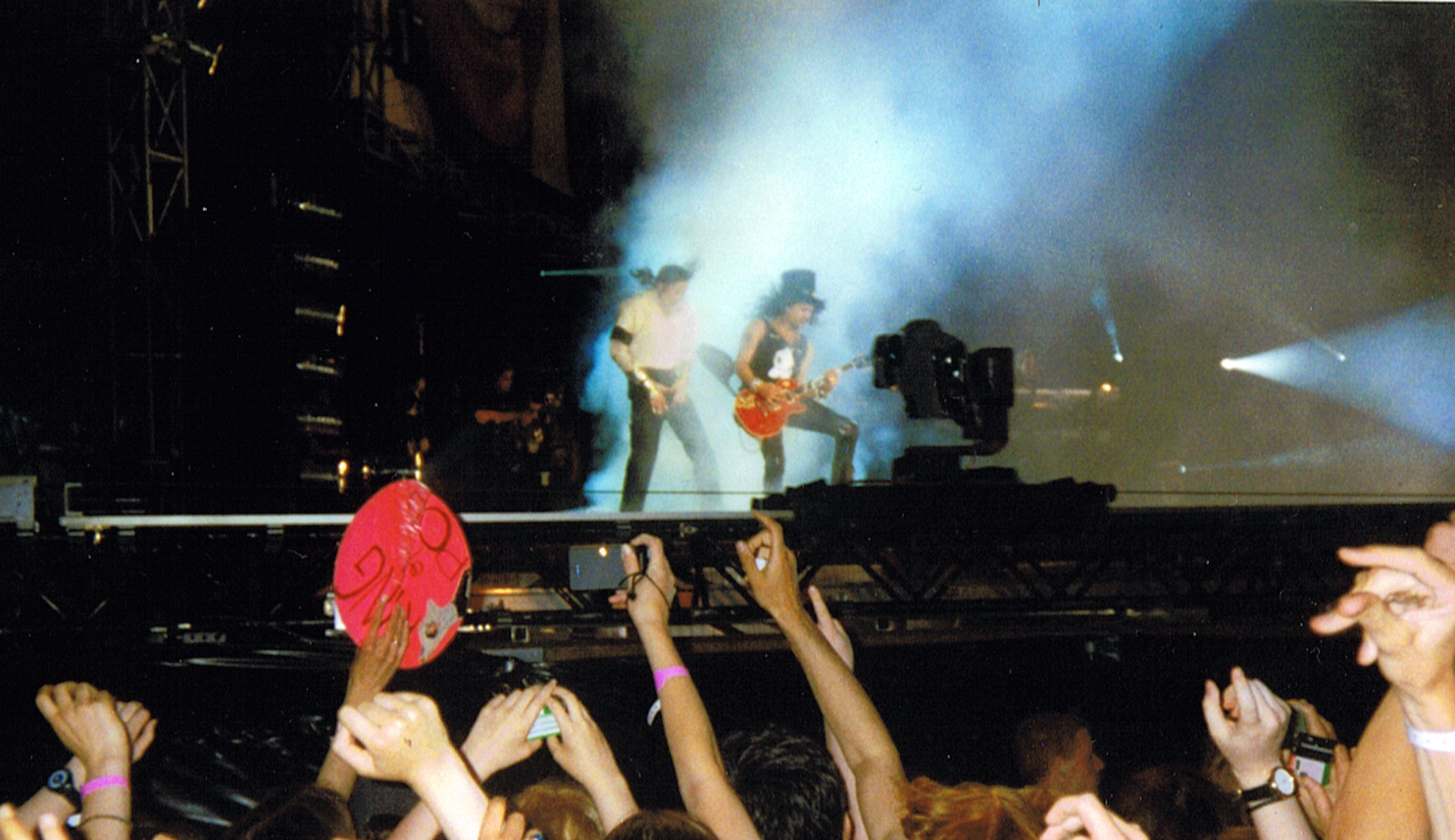
Michael Jackson e Slash sul palco al Michael Jackson & Friends a Monaco di Baviera in Germania, 1999

Il 25 e 27 giugno 1999 organizzò a Seul e a Monaco di Baviera due concerti benefici, chiamati Michael Jackson & Friends. I concerti, a cui parteciparono una serie di artisti internazionali insieme a Jackson, furono trasmessi in diretta nei due paesi e raccolsero fondi destinati alle vittime della Guerra del Kosovo, alla Nelson Mandela Children Foundation, alla Croce Rossa e all'UNESCO. Durante lo spettacolo di Monaco, Jackson fu coinvolto in un grave incidente sul palco: il cantante si stava esibendo su una struttura sospesa a diversi metri d'altezza, quando a causa di un guasto tecnico, cedette e cadde in picchiata, schiantandosi sul palco col cantante ancora sopra. Jackson insistette per terminare lo spettacolo come previsto, ma arrivato dietro le quinte perse conoscenza e venne portato d'urgenza in ospedale. A causa dell'incidente, Jackson avrebbe sofferto di dolori costanti alla schiena per il resto della vita. L'8 ottobre Jackson divorziò da Debbie Rowe, che gli lasciò l'affidamento dei loro due figli. Quello stesso anno fu inserito con la sorella Janet nel Guinness, per essere «i fratelli di maggior successo nella storia della musica», mentre la RIAA lo riconobbe come «l'artista pop e R&B più venduto del secolo».
Ai World Music Awards del 2000 a Monte Carlo, il principe Alberto di Monaco gli consegnò il premio come Miglior Artista maschile del Millennio per essere «l'artista solista maschile più venduto di tutti i tempi». Quell'anno il Guinness gli riconobbe un nuovo primato, come «la persona di spettacolo che aveva donato in beneficenza e supportato più associazioni benefiche di chiunque altro».

### InvincibleeNumber Ones(2001-2005)
Il 6 marzo 2001 Jackson tenne un discorso di tema umanitario all'Università di Oxford, dove venne anche insignito di una laurea honoris causa in Lettere e Pedagogia. Il 19 marzo, a New York, partecipò alla sua cerimonia di ammissione come artista solista nella Rock and Roll Hall of Fame venendo introdotto dal gruppo Nsync, ma non poté esibirsi a causa di una distorsione alla caviglia. Jackson non solo divenne uno dei pochi artisti ad essere stato inserito per la seconda volta, ma a 42 anni fu anche il più giovane artista solista mai introdotto.
Il 7 e il 10 settembre, per celebrare i suoi trent'anni di carriera solista, Jackson organizzò due speciali concerti evento al Madison Square Garden di New York, Michael Jackson: 30th Anniversary Celebration - The Solo Years dove, oltre allo stesso Jackson e a una reunion coi suoi fratelli, si esibirono innumerevoli altre celebrità della musica e del cinema. I biglietti dei due concerti furono tra i più cari di sempre; Jackson guadagnò 7 milioni e mezzo di dollari per ognuna delle due serate, oltre 150.000 dollari al minuto. L'evento fu trasmesso in tv il 13 novembre dello stesso anno dalla CBS e fece registrare i migliori ascolti nella storia della rete, diventando uno degli special tv più visti della storia americana, con circa 45 milioni di telespettatori. Il mattino successivo al secondo concerto, Jackson avrebbe dovuto partecipare ad un incontro alle Torri Gemelle, ma stanco per la serata precedente, non si presentò. In seguito agli attentati dell'11 settembre, Jackson scrisse un brano di beneficenza in inglese e in spagnolo, What More Can I Give, che registrò insieme ad altri 30 artisti di fama internazionale, organizzando anche un concerto benefico in omaggio alle vittime, United We Stand.
Il 30 ottobre 2001 venne pubblicato Invincible, che esordì alla 1ª posizione in classifica negli Stati Uniti e in altri 12 paesi, e che ad oggi ha venduto oltre 13 milioni di copie nel mondo. I primi singoli estratti dall'album furono You Rock My World, al cui video parteciparono Chris Tucker, Michael Madsen e Marlon Brando, e Cry, mentre il brano Butterflies fu diffuso solo per radio. Poco prima dell'uscita di Invincible, Jackson aveva informato Tommy Mottola, allora presidente della Sony Music, di non avere intenzione di rinnovare il contratto in scadenza con la casa discografica: l'abbandono del cantante avrebbe comportato anche la perdita del 50% del catalogo Sony/ATV, che in quel momento valeva più di un miliardo di dollari. Nel 2002 pertanto, tutti i singoli, i video e le ulteriori promozioni per Invincible, oltre all'uscita del singolo di What More Can I Give, furono cancellati dalla Sony. Secondo l'artista questa sarebbe stata una ripicca per la sua decisione di lasciare l'etichetta e per far fallire il nuovo album; ne scaturì una guerra tra Jackson e la Sony con accuse reciproche; i suoi fan club organizzarono manifestazioni di protesta davanti alle sedi Sony di Londra e New York, alle quali prese parte lo stesso cantante.
Nel gennaio 2002 agli American Music Awards ricevette il premio come Artista del Secolo, per «i suoi eccezionali contributi al mondo della musica». Il 21 febbraio nacque il suo terzo figlio, Prince Michael II “Blanket”, concepito tramite maternità surrogata. Il 24 aprile Jackson si esibì all'Apollo Theater di New York, in un concerto organizzato dall'ex presidente Bill Clinton, per raccogliere fondi per incentivare i giovani al voto. Jackson eseguì Dangerous, Black or White accompagnato da Dave Navarro dei Red Hot Chili Peppers, e Heal the World, in quella che fu l'ultima performance ufficiale e completa della sua carriera. Il concerto raccolse quasi 3 milioni di dollari.
Nel novembre del 2002, Jackson giunse a Berlino per ricevere un premio Bambi come Artista Pop del Millennio per essere «la più grande icona pop vivente», nonché per le sue azioni umanitarie. Esortato da migliaia di suoi fan radunatisi sotto il suo hotel a mostrare il suo ultimogenito Blanket, decise di accontentarli tenendo brevemente sospeso il bimbo di 9 mesi fuori dal balcone. Ciò creò diverse polemiche tra i media di tutto il mondo che mandarono in onda le immagini in tutte le prime pagine dei tg criticando l'artista. Poco dopo Jackson spedì una lettera di scuse per l'incidente di Berlino nella quale disse che mai avrebbe potuto davvero mettere a repentaglio la vita di suo figlio.
Nel novembre 2003, Bad, Off the Wall e Thriller entrarono nella lista dei 500 migliori album secondo Rolling Stone, rispettivamente ai numeri 202, 68 e 20.
Il 18 novembre Jackson pubblicò una compilation su CD e DVD dei suoi brani più famosi, Number Ones; oltre a tutti i suoi singoli arrivati alla posizione numero uno negli Stati Uniti e nel Regno Unito, conteneva anche l'inedita One More Chance. Il disco ha venduto più di 13 milioni di copie. Oltre alla promozione dell'album, Jackson pianificò una serie di progetti futuri, tra cui il suo definitivo ingresso a tempo pieno nell'industria cinematografica, un sogno inseguito per oltre un decennio. I progetti di Jackson si infransero però il giorno successivo alla pubblicazione dell'album, quando venne nuovamente accusato di molestie su minore dalla famiglia Arvizo, subendo un processo dal quale verrà assolto con formula piena da tutte le accuse il 13 giugno 2005.
Nel novembre del 2004 venne pubblicata la raccolta Michael Jackson: The Ultimate Collection, contenente diversi inediti; lo stesso mese Jackson venne inserito dal voto popolare nella UK Hall of Fame, diventando uno dei membri fondatori come «artista simbolo degli anni 80».

### Difficoltà finanziarie, ultima esibizione ai World Music Awards,Thriller 25eKing of Pop(2006-2008)
Terminato il processo, Jackson lasciò gli Stati Uniti e nel gennaio 2006 si stabilì con i figli in Bahrein, ospite del principe Abdu’llah, secondo figlio del re Hamad bin Isa Al Khalifa.
A febbraio uscì Visionary: The Video Singles, contenente 20 dei suoi singoli più noti accompagnati dai rispettivi video. Grazie al successo della raccolta, Jackson riuscì a piazzare 19 singoli nella Top 40 del Regno Unito nel 2006, infrangendo il precedente primato del 1955 di 5 singoli e ottenendo un nuovo record nel Guinness, mentre in Spagna 16 singoli arrivarono alla prima posizione e gli ultimi 4 alla seconda; diversi brani ottennero un posizionamento molto più alto rispetto a quello originale.

Il 9 marzo i rappresentanti del governo californiano ordinarono la chiusura del Neverland Ranch a causa di alcuni debiti e stipendi non pagati. Sette giorni dopo fu annunciato che il cantante aveva chiuso Neverland e licenziato alcuni suoi dipendenti.

Michael Jackson con il figlio Blanket a Disneyland Paris nel giugno del 2006

Ad aprile strinse un accordo con la Sony e la Fortress Investments: secondo il patto, la Sony e Jackson avrebbero condiviso una partecipazione paritetica nella Sony/ATV Music Publishing. Rimasto senza un contratto discografico, il cantante firmò un contratto con la Two Seas Records, annunciando anche la fondazione della Michael Jackson Company, Inc. in sostituzione della MJJ Productions. In settembre il cantante sciolse la sua collaborazione con la nuova casa discografica, perché il contratto non era mai stato finalizzato, sospendendo così la pubblicazione del suo singolo benefico a favore delle vittime dell'uragano Katrina, From the Bottom of My Heart. Nello stesso periodo Jackson si trasferì con i figli in Irlanda, andando a vivere in incognito nella contea di Westmeath. Nel Natale dello stesso anno tornarono negli Stati Uniti, risiedendo a Las Vegas nei due anni seguenti.
Il 15 novembre 2006 Jackson partecipò come ospite d'onore ai World Music Awards 2006 presso la Earls Court Arena di Londra. Lì ricevette da Beyoncé il Diamond Award per aver venduto più di 750 milioni di copie con i suoi album, mentre Craig Glenday, caporedattore del Guinness dei primati, gli consegnò un premio speciale per Thriller e lo definì «indubbiamente il più famoso essere umano vivente». Il giornalista Charles Thomson, presente all'evento, descrisse la reazione del pubblico:
visto Prince. Ho visto George Michael. Non ho mai visto in vita mia, né prima né dopo di allora -
un altro artista provocare la risposta che Michael Jackson suscitò quella sera - la più fragorosa e prolungata che abbia mai visto. Di solito gli artisti vengono fortemente acclamati quando entrano sul palco, poi il pubblico si calma. Michael Jackson provocò isteria, urla e lacrime. Non ci fu un attimo di calma dal momento in cui apparve sul palco fino a quando non sparì di nuovo dietro le quinte. Non ho mai visto un essere umano causare un tale caos - fu assordante. Per tutta la durata dei suoi discorsi, riuscii a malapena a sentire una parola di quello che disse. Vidi corpi sollevati dalla folla e portati via di corsa sulle sedie a rotelle; sembrava di essere ad uno dei suoi concerti degli anni 80. Fu uno spettacolo indimenticabile.»
Dopo la premiazione, Jackson si esibì brevemente in We Are the World, accompagnato da un coro di ragazzi. È stata la sua ultima esibizione dal vivo di fronte ad un pubblico.
Durante la sua permanenza a Londra, Jackson visitò la sede del Guinness Book of World Records, dove gli furono riconosciuti 8 nuovi record mondiali, inclusi quelli di «Primo artista a vendere ufficialmente più di 100 milioni di album al di fuori degli Stati Uniti», e di «Intrattenitore di maggior successo di tutti i tempi».
Nel 2007 Jackson iniziò a lavorare ad un nuovo album in studio. I brani furono registrati in parte in Irlanda e in parte a Las Vegas, e Jackson collaborò tra gli altri con Chris Brown, Kanye West, Lenny Kravitz, Rodney Jerkins, Teddy Riley e will.i.am; il frontman dei Black Eyed Peas definì il disco «un Off the Wall per le nuove generazioni, con canzoni pop perfette». La pubblicazione dell'album, prevista per il 2008, non si concretizzò.
L'11 febbraio 2008, in occasione del 25º anniversario dell'uscita di Thriller, venne pubblicata una speciale riedizione dell'album arricchita da materiale inedito, Thriller 25, che ha venduto ad oggi oltre 10 milioni di copie.
Nel maggio dello stesso anno Jackson vendette una quota del Neverland Ranch alla Colony Capital. Tale società contattò la AEG Live, società promotrice di concerti, per parlare di un concreto ritorno del cantante sulle scene. La Colony Capital era intenzionata a recuperare il denaro speso per Neverland, così il CEO di AEG Live, Randy Phillips, contattò il dott. Tohme Tohme, all'epoca manager del cantante, un uomo d'affari dai trascorsi tutt'altro che chiari.
Il 29 agosto 2008, giorno del 50º compleanno di Jackson, uscì una nuova raccolta dal titolo King of Pop, un'antologia in cui erano stati i fan stessi a votare per decidere i brani da inserire, per cui l'album uscì con una compilation diversa per ogni paese. King of Pop non fu pubblicato negli Stati Uniti ma raggiunse la Top 10 di altri 17 paesi, vendendo circa 6 milioni di copie. Quell'anno, gli album Off the Wall e Thriller vennero inclusi nella Grammy Hall of Fame, mentre la rivista Rolling Stone inserì Jackson al 25º posto della sua classifica delle 100 migliori voci di tutti i tempi e al 35º posto della sua classifica dei 100 migliori artisti di tutti i tempi.

### L'annuncio diThis Is It(2009)
(Michael Jackson)
Il 5 marzo 2009, Jackson tenne una conferenza stampa all'O2 Arena di Londra, alla quale erano presenti oltre 2.000 fan e più di 350 giornalisti, che venne trasmessa in diretta mondiale dai maggiori network. Jackson annunciò il suo ritorno sul palco con un residency show all'O2 Arena stessa, che sarebbe iniziato il 13 luglio 2009, chiamato This Is It, affermando inoltre che si sarebbe trattato delle sue ultime esibizioni dal vivo. Le richieste per i biglietti furono talmente alte che le 10 tappe inizialmente annunciate divennero 50, le quali registrarono il tutto esaurito, facendo slittare la data di fine del tour al 6 marzo 2010. Oltre 1 milione biglietti fu esaurito in meno di tre ore, diventando la vendita di biglietti più veloce della storia. Le vendite degli album di Jackson aumentarono vertiginosamente dopo la conferenza stampa. Durante la notte, le vendite di Off the Wall erano aumentate del 200%, Bad del 110%, Dangerous del 165% e Thriller 25 del 155%.

### La morte improvvisa (2009)

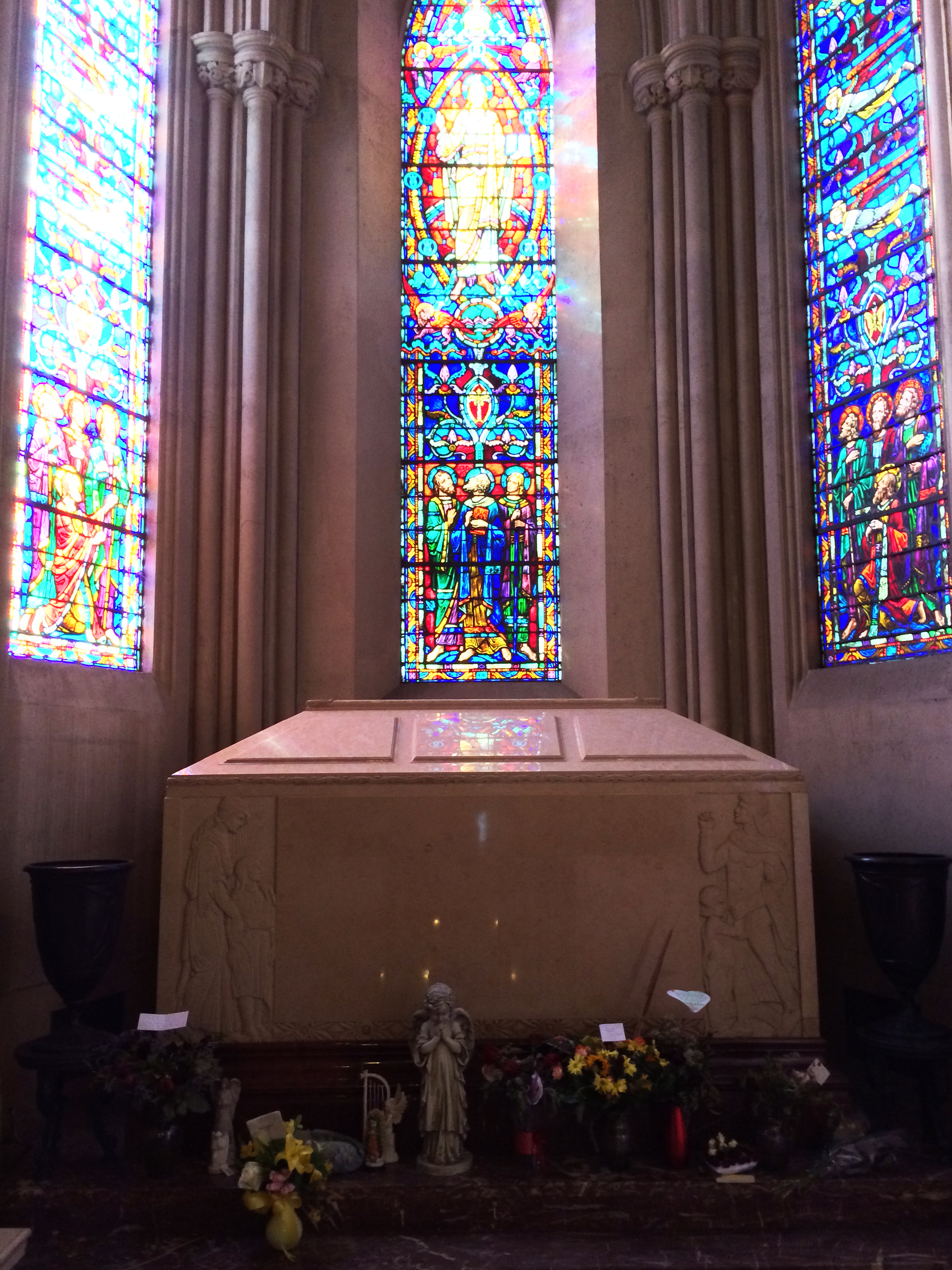
La tomba di Michael Jackson presso il Forest Lawn Memorial Park di Los Angeles

Il 25 giugno 2009, 18 giorni prima dall'inizio dei concerti di Londra, mentre si trovava in una villa presa in affitto a Holmby Hills a Los Angeles, Jackson morì a causa di un arresto cardiaco, in seguito a un'intossicazione acuta da propofol, un potente anestetico somministratogli da un medico sotto contratto con la AEG, la società produttrice dei concerti di Londra, tale Conrad Murray. Negli ultimi anni il cantante soffriva d'insonnia cronica e alcuni medici gli somministravano questo anestetico per tentare in modo fallace di farlo riposare, dato che gli anestetici non inducono il sonno, come dichiarato sotto giuramento da alcuni medici esperti nelle cure del sonno sentiti come testimoni al processo che ne seguì.
La morte di Michael Jackson è stata definita «l'evento mediatico più grande di sempre» e molti siti internet andarono in crash sotto il peso delle continue ricerche riguardanti l'artista. La cerimonia funebre pubblica tenutasi il 7 luglio allo Staples Center di Los Angeles venne seguita da un'audience stimata in 3 miliardi di persone in tutto il mondo, rendendola la seconda trasmissione televisiva e in streaming-on line non sportiva più vista della storia, dopo il funerale di Lady Diana.

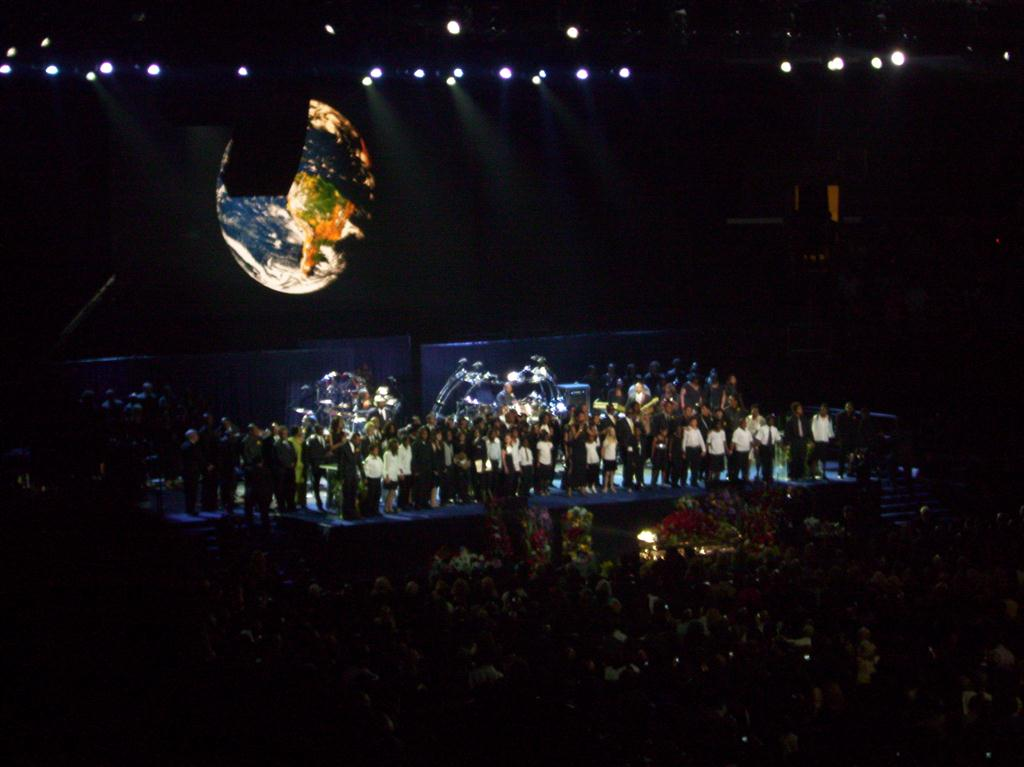
Il funerale pubblico di Michael Jackson, dove gli artisti presenti intonano We Are The World e Heal The World, 7 luglio 2009.

Il 3 settembre successivo venne organizzata una cerimonia funebre in forma privata al Forest Lawn Memorial Park di Glendale, il cimitero delle celebrità, dove il corpo di Jackson è stato sepolto.
Le vendite dei suoi album superarono gli 8 milioni di copie negli Stati Uniti e i 30 nel resto del mondo, facendo di Jackson l'artista più venduto del 2009.
Il 28 ottobre la Sony pubblicò un film documentario contenente le riprese delle prove dei concerti previsti a Londra, Michael Jackson's This Is It. Nonostante il numero limitato di due settimane (ma il termine venne prorogato in diversi paesi data la straordinaria affluenza di pubblico), divenne la pellicola col più alto incasso per un documentario o film concerto: oltre 261 milioni di dollari in tutto il mondo.
L'eredità di Jackson (circa 1 miliardo di dollari con circa 500 milioni di debiti), andò a sua madre Katherine, ai tre figli e a delle associazioni benefiche. Niente al padre, a causa dei dissensi tra i due.

## Pubblicazioni postume

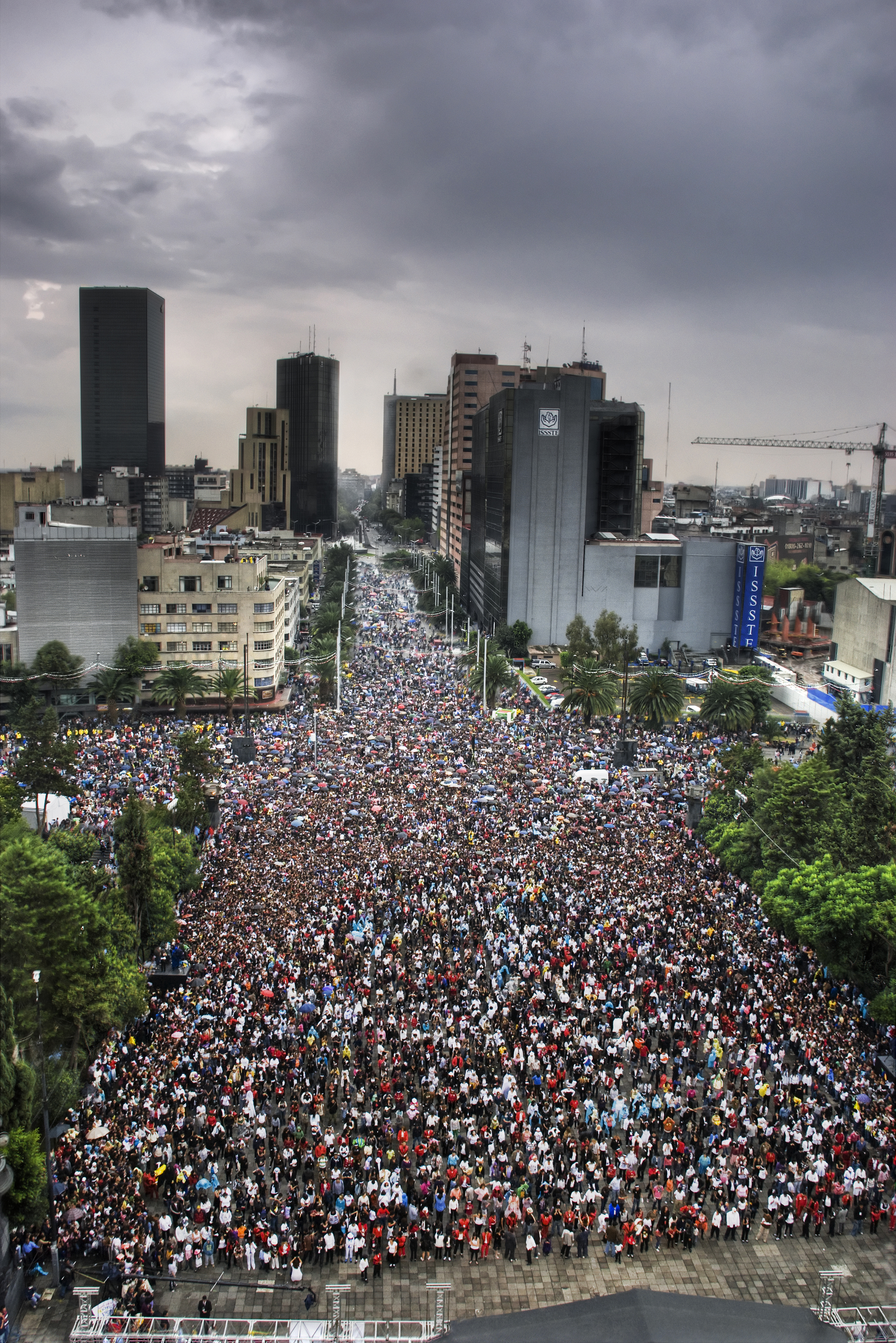
Il 29 agosto 2009, data in cui Michael Jackson avrebbe compiuto 51 anni, un gruppo di circa 14 000 fans si è radunato a Città del Messico per ballare la storica coreografia di Thriller, dando così vita al più grande flash mob della storia

Nel 2011 la Sony firmò con l'avvocato John Branca e l'impresario musicale John McClain, amministratori dei beni del cantante, un contratto da 250 milioni di dollari. Questo accordo, descritto come il secondo più lucroso della storia della musica (dopo quello dello stesso Jackson con Sony del 1991), prevedeva la distribuzione fino al 2017 di almeno 10 nuovi progetti legati a Jackson tra cui la pubblicazione di brani inediti, film e videogiochi. Tale contratto è stato rinnovato nel dicembre del 2017. Come parte dell'accordo, Sony collaborerà a progetti aggiuntivi che l'Estate di Michael Jackson potrebbe produrre. Mentre i termini dell'accordo, inclusa la sua valutazione, non sono stati rivelati, alcune fonti dicono che è prorogato per altri sette anni. Anche se i progetti aggiuntivi non sono stati enunciati, sembra che includano anche gli ulteriori album postumi implicati nel contratto originale di 10 album. Tale accordo è stato criticato da alcuni sostenitori e familiari dell'artista, dato che Jackson in vita non voleva avere più nulla a che fare con la Sony Music, dopo quanto accaduto con Invincible.

### Singolo, album e documentario ispirati aThis Is It(2009)
Il 12 ottobre 2009, a quasi quattro mesi dalla morte del cantante, fu diffuso alla radio un singolo inedito che prese il nome dello stesso tour che Jackson avrebbe dovuto intraprendere nel mese di luglio, ovvero This Is It. La canzone in realtà risaliva al 1980. Il 26 ottobre uscì la raccolta The Music That Inspired The Movie: Michael Jackson's This Is It, contenente le canzoni che sarebbero state eseguite durante il tour, più il nuovo brano This Is It, tre demo e la poesia Planet Earth, recitata dallo stesso Jackson.

### MichaeleXscape(2010-2014)
Il primo album postumo del cantante, intitolato Michael, venne pubblicato il 10 dicembre 2010. Era composto da dieci brani inediti registrati da Jackson in diversi periodi della sua carriera. Il primo singolo dell'album fu Hold My Hand, scritto e cantato in duetto con Akon. La canzone scalò in breve tempo le classifiche di 13 nazioni e raggiunse la quarta posizione dei singoli più scaricati dell'anno. Nonostante il successo del singolo di lancio, l'album non ottenne il successo sperato da Sony; l'insuccesso fu dovuto principalmente al boicottaggio verso questo lavoro postumo da parte di molti fan dell'artista che accusavano la casa discografica di speculare sulla sua morte e di aver pubblicato nell'album tre canzoni cantate da un imitatore e non da Jackson. Anche molti familiari e amici dell'artista misero in dubbio l'autenticità di alcune canzoni.
Il secondo album postumo, Xscape, venne pubblicato il 14 maggio 2014. L'uscita dell'album fu anticipata dal singolo Love Never Felt So Good, in duetto con Justin Timberlake, che entrò nella Top 10 della Billboard Hot 100, rendendo Jackson l'unico artista della storia a entrarvi in cinque decenni differenti. L'album riscosse un buon successo a livello mondiale, posizionandosi nelle Top 5 di 14 paesi e vendendo oltre tre milioni di copie nei primi due mesi. Seguirono i singoli A Place with No Name e Slave to the Rhythm, presentato tramite un "ologramma" di Jackson durante i Billboard Music Awards del 2014, dove Xscape fu tra i nominati come Album R&B dell'anno.

### Immortal,Bad 25e riedizione diOff The Wall(2011-2016)
Il 21 novembre 2011 uscì la compilation Immortal, colonna sonora di Michael Jackson: The Immortal World Tour by Cirque du Soleil, tour-tributo a Jackson nelle più grandi arene del mondo, che esordì il 2 ottobre 2011 a Montréal e terminò il 31 agosto 2014 a Guadalajara. Il tour è diventato la produzione più redditizia nella storia del Cirque du Soleil e uno dei dieci tour musicali di maggior successo della storia, con oltre 371 milioni di dollari di incassi e un'audience di oltre 3,7 milioni di spettatori in 501 date.
Il 18 settembre 2012 fu pubblicato Bad 25, in occasione del 25º anniversario dell'album Bad. Oltre alla riedizione dell'album fu pubblicato un DVD contenente il concerto che Jackson tenne al Wembley Stadium di Londra il 16 luglio 1988 durante il Bad World Tour. Il regista Spike Lee, amico e già collaboratore di Jackson, realizzò inoltre Bad 25, documentario riguardante la creazione dell'album.
Il 26 febbraio 2016 venne ripubblicato in edizione speciale l'album Off the Wall, insieme ad un documentario realizzato nuovamente da Spike Lee, intitolato Michael Jackson's Journey from Motown to Off the Wall.

### Thriller 3D,Scream,MJ the Musicale altre attività (2017-2022)
Il 4 settembre 2017, alla 74ª edizione del Festival del Cinema di Venezia, è stato presentato da John Landis il video di Thriller restaurato e riprodotto in 3D, accompagnato dal documentario Making Michael Jackson's Thriller.
Il 29 settembre viene pubblicato Scream, una compilation composta da 13 brani di Jackson in tema Halloween. Il CD, inoltre, contiene un poster che dà accesso a un'esperienza di AR (realtà aumentata) tramite l'applicazione Shazam scaricabile su smartphone. Sempre in occasione della festa di Halloween, il 27 ottobre la rete televisiva CBS ha mandato in onda un film-cartone in computer grafica chiamato Michael Jackson's Halloween, ispirato al cantante.
Il 6 luglio 2018 è stato pubblicato il singolo di Drake Don't Matter to Me, contenente alcuni campionamenti da una canzone inedita di Jackson. Il 29 agosto dello stesso anno, invece, per celebrare la ricorrenza del 60º compleanno dell'artista, è uscito un mash-up di varie canzoni di Jackson ad opera di Mark Ronson intitolato Michael Jackson X Mark Ronson: Diamonds Are Invincible.
Nel 2020 è stato annunciato un musical di Broadway, diretto da Christopher Wheeldon con protagonista Ephraim Sykes (in seguito sostituito da Myles Frost) nella parte di Jackson, che narra la vita e la carriera del cantante e si intitola MJ the Musical.

### Thriller 40e annuncio del film biografico (2022-presente)

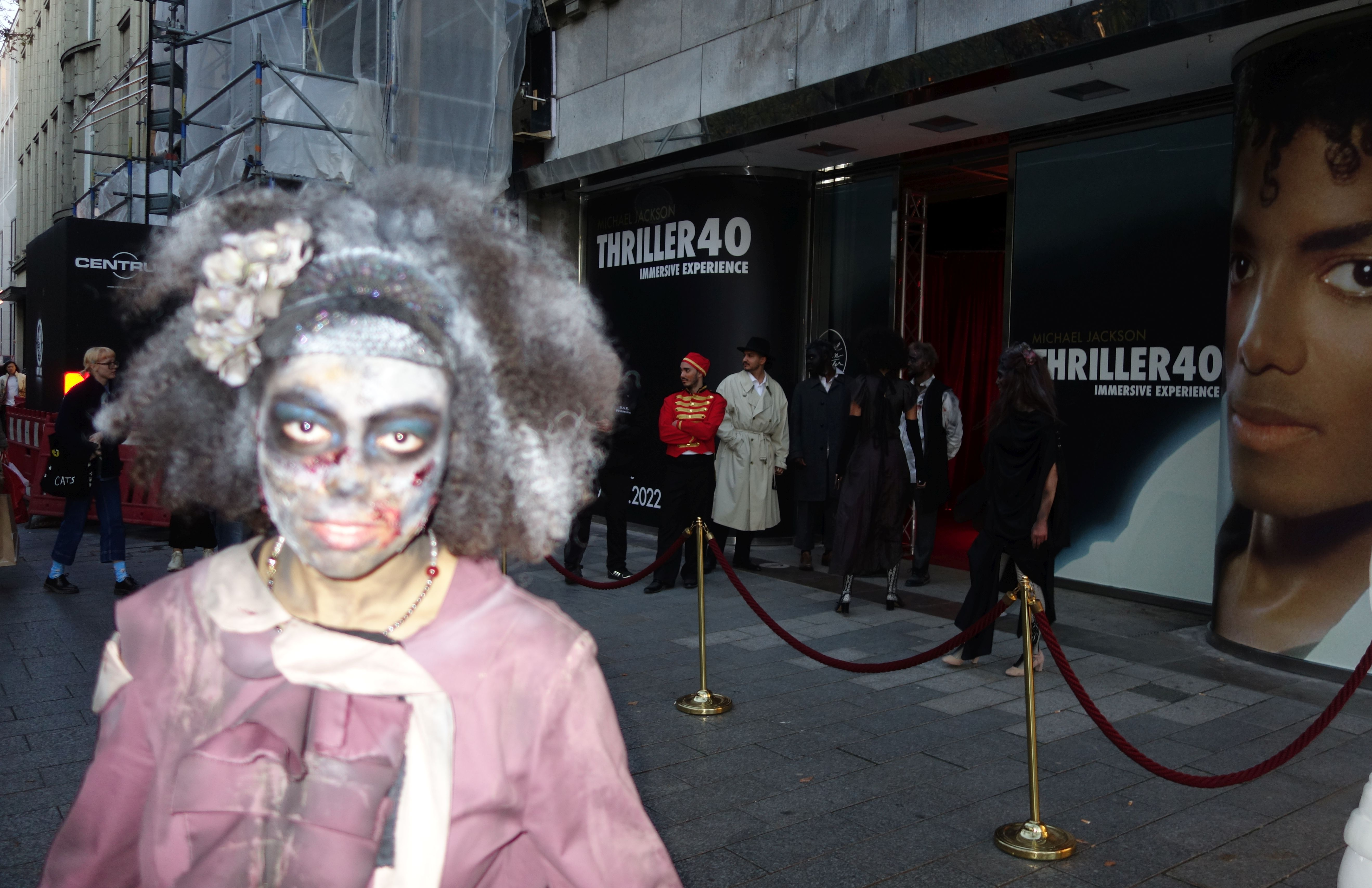
Promozione dell'album tramite la Immersive Experience a Düsseldorf, in Germania.

Il 18 novembre 2022 è stato pubblicato Thriller 40, edizione celebrativa per il 40º anniversario dell'album Thriller, che segna la terza ristampa del disco originale dopo la "Special Edition" del 2001 e Thriller 25, contenente, oltre alle tracce originali, alcuni brani e demo inediti estratti dalle sessioni di registrazione dell'album. La sua promozione è stata accompagnata dalla pubblicazione sulle piattaforme digitali dei videoclip di Beat It e Thriller restaurati in 4K, cui ha fatto seguito una campagna mondiale con eventi dedicati ai fan in tutto il mondo. In supporto dell'album, il 2 dicembre 2023 viene pubblicato su Paramount+ il documentario dedicato, anch'esso dal titolo Thriller 40, diretto da Nelson George.
Nel febbraio 2022 la Lionsgate, in collaborazione con la famiglia Jackson e gli esecutori ereditari del cantante, annuncia di star lavorando ad un biopic sulla vita dell'artista, dal titolo Michael, prodotto da Graham King, diretto da Antoine Fuqua, con scenografia di John Logan e con Jaafar Jackson, uno dei figli di Jermaine Jackson, nel ruolo di Michael Jackson. La popstar da bambino sarà interpretato da Juliano Krue Valdi mentre Colman Domingo interpreterà il padre di Michael, Joe Jackson, mentre Nia Long sarà sua madre, Katherine Jackson. Come annunciato dalla produzione, il film «offrirà un ritratto profondo dell'uomo che è diventato il Re del Pop» e «darà vita alle performance più iconiche di Michael, in quanto fornisce una visione informata del suo processo artistico e della sua vita personale». La produzione del film è iniziata il 22 gennaio 2024, con la data d'uscita nelle sale cinematografiche più volte posticipata, prevista ora per il 24 aprile 2026.
Il 16 dicembre 2024 è stata ritrovata una collezione di videocassette in un magazzino di San Fernando Valley. Le videocassette contengono 12 canzoni inedite del cantante registrate tra 1989 e il 1991, abbastanza materiale per un possibile nuovo album di inediti – una canzone in particolare, intitolata Truth of Youth, si è rivelata essere una collaborazione con LL Cool J., a lungo oggetto di speculazione. L'Estate di Michael Jackson ha però espresso dubbi sulla possibilità di pubblicare le canzoni, che quindi difficilmente saranno mai sentite dal pubblico.

## Vita privata
Michael Jackson si è sposato due volte: il primo matrimonio è stato quello con Lisa Marie Presley, unica figlia di Elvis Presley, nel maggio 1994, da cui divorziò nel gennaio 1996. I due rimasero in buoni rapporti facendo alcune apparizioni pubbliche nel 1997.
Nel novembre del 1996 si risposò con l'infermiera Deborah Jeanne Rowe, conosciuta comunemente come Debbie, da cui ebbe due figli: Prince Michael, nato il 13 febbraio 1997, e Paris Michael Katherine, venuta al mondo il 3 aprile 1998. La coppia divorziò nel 1999 e i due rimasero in buoni rapporti. La moglie lasciò a lui l'affidamento dei figli.
Il 21 febbraio 2002 ebbe il suo terzo figlio, Prince Michael Jackson II, da lui soprannominato Blanket, concepito tramite fecondazione in vitro. Jackson dichiarò di conoscere l'identità della madre surrogata, e di essere stato presente al parto, ma non la dichiarò mai pubblicamente per proteggere la donna dall'assalto di media e paparazzi. Il cantante dichiarò inoltre che per scegliere la madre surrogata non gli importava l'etnia ma solo che la donna fosse in salute, che non avesse problemi di vista e che fosse intelligente.
La sua prima fidanzata è stata l'attrice Tatum O'Neal. Negli anni gli sono stati attribuiti anche flirt con le cantanti Diana Ross e Whitney Houston, con la modella e attrice Brooke Shields, e, nonostante la differenza d'età, con l'attrice Liz Taylor, che in realtà era semplicemente la migliore amica del cantante.
Per quanto riguarda Diana Ross, lo stesso Jackson dichiarò nella sua autobiografia di aver avuto un amore platonico per la cantante sin da bambino. Inoltre, nel suo testamento, l'artista predispose che Diana Ross diventasse tutrice dei suoi figli, nel caso in cui la madre Katherine venisse a mancare.
A Jackson è stata attribuita anche la paternità di altri suoi presunti figli: il più celebre tra questi è Omer Bhatti, in realtà di padre pakistano e madre norvegese, stretto amico di famiglia e protégé di Jackson, che assistette ai funerali seduto al fianco dei familiari dell'artista.

## Beneficenza, attivismo e animalismo

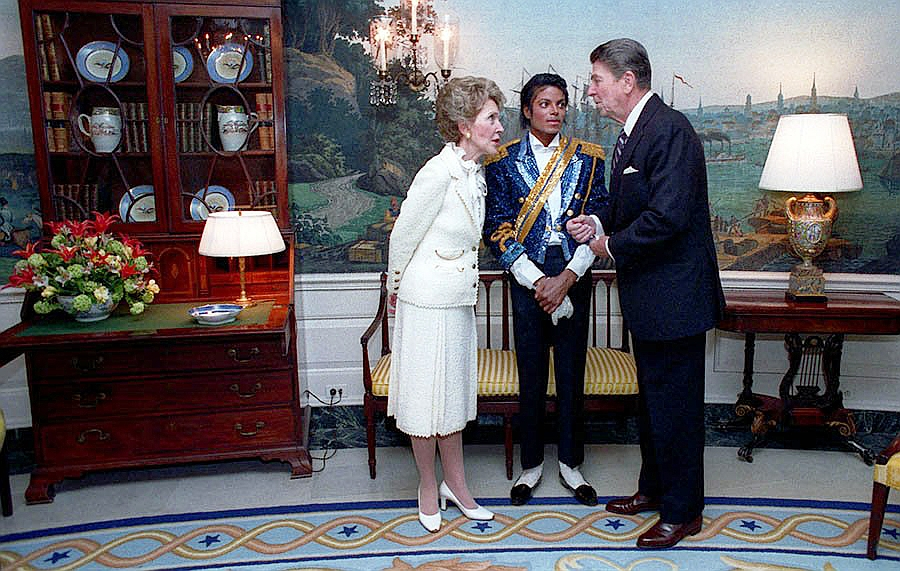
Michael Jackson alla Casa Bianca per ricevere un Premio Umanitario dalle mani del Presidente degli Stati Uniti, Ronald Reagan e da sua moglie, Nancy

Jackson è stato anche un attivista e filantropo. È entrato nel Guinness dei primati come l'artista che ha supportato più associazioni benefiche e si stima abbia donato in beneficenza oltre 500 milioni di dollari. Ha ricevuto anche molti altri riconoscimenti in campo umanitario, tra cui due lauree honoris causa in Lettere dalla Fisk University e dalla United Negro College Fund nel 1988, e una laurea honoris causa in Lettere e Pedagogia dall'Università di Oxford nel 2001.
Nel 1984, dopo aver subito ustioni di terzo grado mentre girava uno spot della Pepsi, il cantante decise di non far causa e donò il suo risarcimento, stimato intorno agli 1,5 milioni di dollari, al Brotman Medical Center di Culver City chiedendo che venisse creato un centro ustionati che venne chiamato Michael Jackson Burn Center in onore alla donazione del cantante. Sempre lo stesso anno donò tutti i suoi guadagni personali derivanti dal Victory Tour, oltre 5 milioni di dollari, in beneficenza. Nel 1986, Jackson donò $1,5 milioni per istituire le borse di studio Michael Jackson presso lo United Negro College Fund, aiutando centinaia di studenti a frequentare il college. Grazie a questo, nel 1988 la UNCF premiò l'artista durante il loro 44º gala annuale con il massimo onore, il Fredrick D. Patterson Award.
Nel corso degli anni 80 l'artista continuò a elargire donazioni a molti enti benefici tra i quali l'UNESCO, l'NAACP, la Fondazione per l'infanzia Ronald McDonald e la Make-A-Wish Foundation. Il 16 luglio 1988, prima di un concerto allo stadio di Wembley, Jackson incontrò il Principe di Galles e sua moglie la Principessa Diana Spencer e consegnò loro un assegno da 150.000 sterline per il The Prince's Trust e uno da 100.000 sterline per l'ospedale pediatrico di Great Ormond Street.
Nel 1992 fondò la Heal the World Foundation, un'organizzazione no profit che si occupava di combattere la povertà, la fame, la violenza, la malattia e l'inquinamento in tutto il mondo; l'intero incasso del Dangerous World Tour fu devoluto alla fondazione. Numerose le sue attività: donazioni di approvvigionamenti e pacchi dono per i bambini di Sarajevo colpiti dalla guerra, distribuzione di vaccini, distribuzioni di migliaia di dollari in giocattoli, cibo e viveri in vari ospedali, finanziamento per un trapianto di fegato a un bambino ungherese. In Italia si ricorda la donazione fatta dall'associazione alla Partita del Cuore della Nazionale Cantanti. Molte donazioni rimangono sconosciute.
Nel 1993 fondò insieme all'ex presidente Jimmy Carter Heal L.A., associazione volta a prevenire l'uso di droghe e a gestire servizi medici ed educativi per i giovani nelle zone più disagiate di Los Angeles.
Nel 1999 organizzò due concerti benefici, i Michael Jackson & Friends, per raccogliere fondi per le vittime della Guerra del Kosovo, per la Croce Rossa, per la Nelson Mandela Children Foundation e per l'UNESCO.
Nel 2001, con l'aiuto del rabbino e scrittore Shmuley Boteach, fondò Heal the Kids, associazione che si prefiggeva di aiutare i bambini in difficoltà e le loro famiglie. Nell'ottobre dello stesso anno organizzò il concerto benefico United We Stand, per i famigliari delle vittime degli attentati dell'11 settembre.
Jackson scrisse inoltre alcuni pezzi i cui ricavati andarono in beneficenza; We Are the World nel 1985 per le popolazioni affamate dell'Africa orientale, Heal the World nel 1991 ed Earth Song nel 1995, i cui profitti furono destinati alla Heal the World Foundation, e What More Can I Give nel 2001 per le famiglie delle vittime degli attentati dell'11 settembre.
Altri progetti benefici rimasero però incompiuti, come le canzoni From the Bottom of My Heart, scritta per raccogliere fondi per le vittime dell'uragano Katrina, e I Have This Dream, o l'associazione benefica Go For Your Dreams creata nel 2003 e il cui progetto venne abbandonato all'arrivo delle nuove accuse di molestie.
Nel suo testamento il cantante ha inoltre lasciato indicazioni che circa il 20% del suo patrimonio sia devoluto ad opere benefiche.
Jackson è stato anche un attivista per i diritti degli animali. Nel 1983, ha salvato una decina di scimmie da esperimenti. Una di queste, Bubbles, andò a vivere con lui nella villa di Encino prima e a Neverland in seguito, assieme ad altre decine di animali. Vinse anche due Genesis Award per il suo impegno nel sensibilizzare l'opinione pubblica sui problemi degli animali, rispettivamente nel 1988 per il video di Man in the Mirror e nel 1996 per il video di Earth Song.

## Problemi di salute
L'autopsia eseguita alla scomparsa del cantante confermò definitivamente che Jackson soffriva di vitiligine, una malattia che provoca la perdita del colore della pelle, rendendo l'epidermide dell'individuo a macchie più chiare e che arrivò a distruggere quasi completamente la sua pigmentazione. Essendo sbiancato nella maggior parte del corpo, dal 1984 Jackson si sottopose ad alcune terapie uniformanti della pelle (depigmentazione tramite monobenzone o idrochinone) con il proprio dermatologo di fiducia, il dottor Arnold Klein. Jackson soffriva inoltre di lupus discoide. Queste patologie causano elevata fotosensibilità ai raggi solari (per proteggersi dai raggi solari spesso andava in giro con un ombrello, con occhiali da sole, guanti e mascherina chirurgica) e danni cutanei (in particolare il lupus), specie al viso, oltre che alopecia. Le altre malattie che gli furono attribuite sono sempre state smentite.
Inoltre le ustioni di secondo e terzo grado al cuoio capelluto, subite durante l'incidente sul set dello spot Pepsi nel 1984, gli provocarono dolori ed emicranie che lo afflissero per il resto della vita, portandolo a dover fare uso di antidolorifici fino a diventarne dipendente, e a subire interventi chirurgici come trapianti e l'espansione tissutale del cuoio capelluto, per i dieci anni successivi.  Nel 1999 ebbe un incidente sul palco mentre si esibiva sopra ad una struttura simile ad un ponte sollevata a diversi metri da terra, che precipitò improvvisamente schiantandosi e provocandogli problemi alla schiena che sarebbero durati per il resto della vita.
Durante i tour e il processo Jackson soffrì inoltre di stress e di insonnia. Fu proprio per tentare di curare l'insonnia, divenuta cronica, che accettò di farsi somministrare diverse benzodiazepine e il propofol, l'anestetico che causò la sua morte nel 2009.

## Controversie

### Primi scandali
A partire dal 1983, subito dopo il successo di Thriller, iniziarono a circolare molte voci e pettegolezzi riguardanti la vita privata di Jackson; tra le prime in assoluto ci furono quelle secondo cui il cantante stesse prendendo ormoni per mantenere la sua voce acuta, che si fosse sottoposto alla castrazione e che stesse subendo un'operazione di cambio di sesso: quest'ultima voce incominciò a circolare già nel 1977.
Nel 1985 Jackson si aggiudicò ad un'asta la ATV Music Publishing che deteneva i diritti di pubblicazione di circa 250 canzoni dei Beatles; giorni prima, Paul McCartney aveva chiesto, senza successo, a Yōko Ono di unire le loro forze finanziarie per comprarla. Secondo i giornali ciò compromise la sua amicizia con Paul McCartney, mentre Jackson scrisse nel suo libro autobiografico Moonwalk che fu lo stesso McCartney a dargli l'idea.
Tempo dopo si sparse la voce che Jackson dormisse in una camera iperbarica e che avesse tentato di acquistare lo scheletro di Joseph Merrick, l'uomo elefante, notizie sempre smentite dall'artista. Le notizie, a quanto pare, erano state diffuse dal suo manager di allora, Frank Di Leo, che fu quindi licenziato al termine della promozione di Bad. Nello stesso periodo, Jackson iniziò a riempire la sua villa di Encino di animali esotici e manichini che, come dichiarato dallo stesso cantante alla rivista Rolling Stone, lo aiutavano a combattere la solitudine. Queste voci fecero molto scalpore tra i mass media dell'epoca e i tabloid inglesi gli affibbiarono il soprannome "Wacko Jacko" (Jacko il matto), presto detestato dal cantante.
Il colore della pelle di Jackson, nera per l'intera durata della sua giovinezza, cominciò a schiarirsi di anno in anno, a partire dai primi anni '80. Nel 1986 gli fu diagnosticata una rara e acuta forma di vitiligine, ma Jackson non lo dichiarerà pubblicamente fino al 1993, durante la famosa intervista con Oprah. Per questo motivo i media dell'epoca criticarono Jackson per la presunta volontà di "sbiancare" la sua pelle creando questa leggenda metropolitana che lo avrebbe accompagnato per tutta la vita. All'epoca, Rolling Stone bollò molti di questi scandali come "trovate pubblicitarie":
(Rolling Stone, 1987)

### Accuse di plagio
Michael Jackson venne accusato di plagio da alcuni artisti, tra i quali il cantante italiano Al Bano nel 1992: Il cantante ritenne che il brano Will You Be There del 1991 fosse un plagio di I cigni di Balaka, canzone di Al Bano e Romina Power del 1987. Inizialmente i periti diedero ragione ad Al Bano, pertanto l'album Dangerous, in cui la canzone di Jackson era contenuta, venne sequestrato in tutta Italia ma in seguito il Tribunale annullò il sequestro, lasciando sospesa la decisione rispetto al reato di plagio. Il 20 novembre 1997 la prima sezione del Tribunale civile di Milano stabilì che non c'era stato alcun plagio vero e proprio da parte di Jackson, ma che il suo pezzo e quello di Al Bano erano "privi di originalità" in quanto entrambi vagamente ispirati da un vecchio pezzo blues statunitense chiamato Bless You (For Being An Angel), considerato come la più probabile fonte d'ispirazione dei due artisti, il cui copyright era di proprietà della Sony, di cui Jackson era divenuto nel frattempo comproprietario, essendosi fusa nel 1995 con la ATV, il catalogo di edizioni musicali di proprietà dello stesso Jackson. Per questo motivo, la stessa Sony citò in giudizio entrambi i cantanti, proprio con l'accusa di plagio del brano originale. Secondo alcuni, tra cui l'esperto di plagi Michele Bovi, tale mossa fu una strategia appositamente architettata dalla difesa di Michael Jackson al fine di indebolire l'accusa di Al Bano, essendo la Sony in gran parte posseduta dallo stesso Jackson, e perciò tendenzialmente favorevole a privilegiare gli interessi del suo stesso comproprietario, in una sorta di conflitto di interessi non dichiarato. Al Bano fu condannato a pagare le spese legali della causa sostenute dalla Sony, mentre a Jackson furono addebitate quelle processuali.
In seguito si giunse a determinare che i due artisti, a loro reciproca insaputa, avevano creato il loro rispettivo pezzo tramite delle normali conoscenze di ascolto personale. Pertanto, tutte le spese processuali furono poste a carico del soccombente Al Bano, che aveva inaugurato il contenzioso. A questo punto la strada del contenzioso, che avrebbe portato al passo finale della Cassazione, fu interrotta da un accordo tra le due parti. Secondo quanto affermato dallo stesso Al Bano, i due avevano in programma di realizzare un concerto benefico insieme a favore dei bambini maltrattati nel mondo. Il concerto non ebbe mai luogo, in quanto poco dopo Michael Jackson fu colpito da delle nuove accuse di presunta pedofilia.
Il 14 marzo 2001 si concluse anche il procedimento penale di Roma: i giudici della III sezione della Corte d'Appello di Roma ribaltarono la sentenza di primo grado del maggio 1999, assolvendo Michael Jackson dal reato di plagio «perché il fatto non sussiste».
Altra canzone accusata di plagio fu You Are Not Alone, scritta da R. Kelly. La canzone venne accusata di essere un plagio di If We Can Start All Over del 1993 dei fratelli belgi Eddy e Danny Van Passel. Kelly, autore del brano, e la Sony Music persero la causa e venne stabilito che tutti i ricavi delle vendite del singolo You Are Not Alone in Belgio fossero ceduti ai due fratelli.

### Le accuse del 1993
Il 23 agosto 1993, mentre Jackson si trovava a Bangkok per il Dangerous World Tour, fu accusato per la prima volta di molestie sessuali su minore: Evan Chandler, dentista di Beverly Hills, lo accusò di abusi sessuali su suo figlio Jordan (detto Jordie o Jordy), allora tredicenne. Chandler formalizzò l'accusa in sede civile e non penale, con lo scopo di ottenere da Jackson un risarcimento in denaro. In seguito alle accuse, la Pepsi-Cola, all'epoca sponsor del cantante, rescisse il contratto per l'impatto mediatico negativo che aveva travolto l'immagine di Jackson, che fu costretto a cancellare metà delle date del Dangerous World Tour e poi a sospenderlo del tutto.
Pochi giorni dopo la fine del tour, Jackson ammise che era diventato dipendente dagli antidolorifici e decise di andare in una clinica di riabilitazione. Il 22 dicembre Jackson rispose via satellite da Neverland dichiarandosi "totalmente innocente". Il 25 gennaio 1994 all'accusatore fu versata una imprecisata somma di denaro, stimata intorno ai 20 milioni di dollari. I legali di Jackson dovettero giungere all’accordo poiché rivelare la difesa nell’udienza in tribunale avrebbe pregiudicato un eventuale processo penale. Il cantante non denunciò in sede legale i Chandler per estorsione, ma pretese che la sua totale estraneità ai fatti per i quali veniva accusato fosse messa nero su bianco nel documento che successivamente fu depositato in tribunale. La risoluzione extra giudiziale della causa civile non impediva in alcun modo alla famiglia di procedere con una ulteriore causa penale.
Soltanto in seguito si venne a sapere di telefonate che dimostravano l'innocenza di Jackson: in esse Evan Chandler parlava con il suo avvocato dicendo che voleva distruggere sua moglie, amica del cantante, e lo stesso Jackson perché non gli aveva prestato dei soldi, dichiarando inoltre di non curarsi dell'impatto che quest'azione avrebbe potuto avere su suo figlio. Negli anni seguenti lo stesso Jordan Chandler denunciò suo padre per tentato omicidio, ottenendo addirittura un'ordinanza restrittiva nei suoi confronti nel 2005 dopo aver rifiutato di testimoniare contro Jackson nel processo che lo vedeva coinvolto al tempo. Secondo alcune voci mai confermate e secondo le testimonianze riportate nel documentario del 2019, Square One, il ragazzo stesso avrebbe ammesso ad alcuni amici di università, in seguito alle seconde accuse mosse contro Jackson dalla famiglia Arvizo, di non aver mai subito delle molestie da parte dell'artista, elogiando Jackson e affermando che non ha mai creduto che il cantante potesse mai fare del male ad un bambino. Il 5 novembre 2009, cinque mesi dopo la morte di Jackson, il padre del ragazzo fu trovato senza vita dopo essersi sparato con una pistola nel suo appartamento nel New Jersey.

### Le accuse del 2003 e il processo

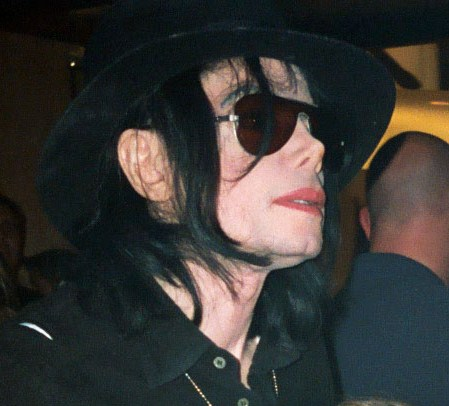
Michael Jackson nel 2003

A partire dal maggio 2002, Michael Jackson permise a una troupe televisiva capeggiata dal giornalista inglese Martin Bashir di seguirlo ovunque andasse. Nel febbraio del 2003 fu mandato in onda Living with Michael Jackson: in una scena, si vedeva Jackson mano nella mano con Gavin Arvizo, allora tredicenne malato di cancro, nella quale il cantante ammise di aver condiviso con lui la stanza da letto, ma non il letto. 
Questo causò qualche protesta tra i detrattori di Jackson a causa delle precedenti accuse. Jackson si sentì tradito dal montaggio che Bashir diede al documentario e lo accusò di averlo mostrato in maniera distorta. Ciò fu dimostrato anche durante il processo che il cantante dovette subire per molestie su minore, in quanto gli spezzoni tagliati da Bashir furono proiettati in aula.
Dopo la messa in onda del documentario, l'ufficio del procuratore della contea di Santa Barbara incominciò un'indagine penale. Il Dipartimento di Polizia di Los Angeles e il Servizio per la Protezione dei Bambini (DCFS) arrivarono alla conclusione che le accuse di molestia erano infondate. Alla stessa conclusione arrivò l'FBI, che aveva aperto un'inchiesta. Inizialmente la famiglia del giovane coinvolto nel documentario difese Jackson; in seguito disse agli investigatori che il cantante si era invece comportato impropriamente ma, secondo loro, solo dopo e non prima della messa in onda del documentario, causando qualche dubbio sulla veridicità delle accuse.
Tuttavia, il 19 novembre 2003, mentre Jackson era a Las Vegas per girare il video del suo nuovo brano One More Chance, la polizia di Santa Barbara perquisì il Neverland Ranch e spedì al cantante un mandato d'arresto per presunti abusi sessuali su minori. Jackson fu arrestato con a carico sette capi d'imputazione per presunte molestie su minore e due accuse per somministrazione di un agente intossicante ad Arvizo.
Il Processo a Michael Jackson ebbe inizio il 31 gennaio del 2005 a Santa Maria, nello stato della California, e durò fino alla fine del maggio seguente. Il 13 giugno 2005 Jackson fu assolto con formula piena da tutte le accuse. Durante il procedimento si scoprì che Janet Arvizo, madre di Gavin, era già stata citata in tribunale per frode fiscale nei confronti dello stato. Ci furono numerosi testimoni che dimostrarono come la donna avesse cercato di estorcere i soldi allo Stato, alle compagnie assicurative e ad altri personaggi famosi. Il 15 novembre 2001, la donna presentò una richiesta per avere accesso all'assegno dell'assistenza sociale, dicendo di non avere nessuna fonte di reddito. Dieci giorni prima, invece, la donna e la sua famiglia avevano incassato 152 000 dollari da J. C. Penney, in seguito ad una denuncia per maltrattamenti avviata contro la catena di grandi magazzini, durante il quale Gavin Arvizo aveva già testimoniato il falso sotto giuramento. Dopo il processo e l'assoluzione di Jackson, Janet Arvizo fu processata e condannata per frode fiscale.

### Leaving Neverlande accuse postume
Nel gennaio 2019 fu presentato al Sundance Film Festival il documentario Leaving Neverland diretto dal regista britannico Dan Reed, dove due uomini di nome Wade Robson e James Safechuck, e le loro famiglie, descrivono i loro rapporti con Jackson. Il film prende vita in seguito alle accuse dei due protagonisti negli anni successivi alla morte del cantante: infatti, nonostante le loro testimonianze passate, in cui avevano affermato che Jackson fosse innocente, Safechuck e Robson ritrattarono, accusando il cantante di aver abusato sessualmente di loro quando erano bambini; non vennero presentate però prove materiali a sostegno di tale accusa. I presunti abusi sarebbero avvenuti nella residenza di Jackson, il Neverland Ranch, e nel suo appartamento privato a Century City, entrambi in California.
Il documentario suscitò scalpore in tutto il mondo e molte polemiche tra innocentisti e colpevolisti: generò un'ondata negativa, da un lato nei confronti di Jackson, dall'altro contro i canali che avevano trasmesso il documentario. Ciò causò un riesame della sua eredità artistica e come essere umano ma anche un ritorno di interesse nei suoi confronti: molte sue canzoni e suoi album rientrarono in alcune classifiche del mondo.
Dalla messa in onda del documentario alcuni giornalisti, fan e familiari dell'artista hanno notato incongruenze nelle date ricordate dagli accusatori e nelle varie ricostruzioni, che metterebbero in dubbio la veridicità dei fatti e la credibilità delle accuse a Jackson. Nel 2023 il caso è stato riaperto, con Robson e Safechuck intenzionati a portare l'Estate in tribunale, questa volta la loro richiesta non fu rigettata.
A settembre 2024 un ex-affiliato dell'Estate del cantante aveva minacciato di rilasciare "nuove accuse sul cantante" se non fosse stato ripagato 213 milioni di dollari, quest'ultimo venne denunciato dall'Estate per estorsione e per non aver seguito un precedente accordo sulla privacy, l'uomo ritirò le accuse.

## Imprenditore e produttore discografico
Michael Jackson è stato un imprenditore e produttore discografico. A partire dall'album Thriller, nel 1982, iniziò a co-produrre i suoi album e singoli, assieme al produttore Quincy Jones; grazie a questo riceverà anche un Grammy come produttore dell'anno nel 1984, uno degli 8 Grammy che ricevette quell'anno per l'album Thriller, e sarà nuovamente candidato nella stessa categoria nel 1988 grazie al successivo album, Bad.
Nel 1985 acquistò per 47,5 milioni di dollari, il catalogo ATV Music Publishing, comprendente i diritti di pubblicazione di quasi 4.000 canzoni, inclusa la maggior parte del materiale dei Beatles, circa 250 brani. Dieci anni dopo, Sony Music ha pagato a Jackson una cifra stimata tra i 95 e i 110 milioni per metà dei diritti, formando una joint venture con l'artista denominata Sony/ATV, di cui Jackson deteneva il 50%.
Negli anni il catalogo Sony/ATV si è ingrandito sino ad includere mezzo milione di canzoni tra cui titoli di Bob Dylan, Elvis Presley, Eminem e altri artisti, fino a raggiungere il valore di oltre un miliardo di dollari. Nel 2016 i proprietari dell'Estate di Michael Jackson hanno venduto per 750 milioni di dollari i diritti del 50% di Jackson alla Sony Music, che è ora l'unica proprietaria del catalogo.
Jackson ha continuato a co-produrre tutti i suoi album da solista anche dopo la fine della collaborazione con Quincy Jones e nei primi anni '90 ha fondato la sua personale etichetta discografica, la MJJ music, tramite la quale ha co-prodotto tutti i suoi album dal 1991 in poi e le colonne sonore dei film Free Willy del 1993 e Free Willy 2 del 1995, alle quali aveva collaborato. Ha inoltre prodotto l'album di debutto del gruppo formato dai nipoti, i 3T, intitolato Brotherhood del 1995, di sua sorella Rebbie Jackson intitolato Yours Faithfully e della cantante Tatyana Ali intitolato Kiss the Sky, entrambi del 1998.
Oltre al catalogo ATV, Jackson possedeva un catalogo personale chiamato Mijac Music che, oltre ai diritti delle sue canzoni, conteneva i diritti di moltissime canzoni di artisti quali Sly & the Family Stone, Jerry Lee Lewis, Jackie Wilson e Ray Charles. Nel 2024 la Sony Music Group ha concluso un accordo con gli esecutori testamentari per acquistare metà del catalogo personale di Michael Jackson, che secondo alcune fonti varrebbe oltre 1,5 miliardi di dollari. Sony ha offerto dai 600 ai 750 milioni di dollari per la sua quota dei diritti ma la madre di Jackson, Katherine, beneficiaria del patrimonio, si è rivolta al tribunale per impedire che parte del catalogo musicale di suo figlio venisse venduto alla Sony, asserendo che la vendita andrebbe contro i desideri espressi nel testamento di suo figlio. La corte d’appello ha respinto l’argomentazione della donna.

## Stile musicale

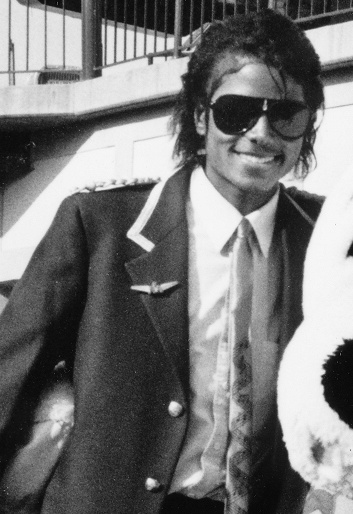
Michael Jackson nel 1984

Noto principalmente come cantante pop, Jackson, durante la sua carriera solista, è stato interprete di svariati stili musicali. Inizialmente ispirato al soul della Motown, ha poi coltivato altri generi come rhythm and blues, funk, dance, rock, new jack swing, apportando grazie ai suoi lavori un contribuito alla diffusione della black music presso ampie fette di pubblico. Il suo approccio eclettico ai vari stili lo si può già osservare dal suo primo album da adulto, Off the Wall, prodotto da Quincy Jones, che spazia dal funk e dal disco pop di Don't Stop 'Til You Get Enough, Workin' Day and Night e Get on the Floor, al soul, al soft rock, al jazz, al rhythm and blues e alle ballate come She's Out of My Life o Girlfriend.
Con l'album Thriller, anch'esso prodotto da Jones, Jackson mise a punto le intuizioni musicali di Off the Wall; i brani dance, rock e funk (Baby Be Mine, P.Y.T., Billie Jean, Wanna Be Startin' Somethin') si caratterizzarono per una maggiore forza interpretativa, mentre le canzoni pop e le ballate (The Lady in My Life, Human Nature, The Girl Is Mine) furono più leggere e introspettive. In Billie Jean Jackson cantava di una fan che affermava di aver avuto un figlio da lui, mentre in Wanna Be Startin' Somethin' criticava le pressioni dei media e del gossip. Il brano Beat It, dedicato alla violenza di strada, fu anche uno dei primi crossover rock/pop a scalare le classifiche, mentre la title track Thriller era dedicata al soprannaturale, tematica che avrebbe poi caratterizzato ulteriori brani successivi.
Nel 1985, Jackson scrisse a scopo di beneficenza, insieme con Lionel Richie, la canzone We Are the World; nonostante avesse già scritto e interpretato coi suoi fratelli in passato brani con tematiche umanitarie (Can You Feel It, Be Not Always), da quella data i temi umanitari sarebbero stati definitivamente al centro dei suoi testi e della sua attività artistica.
In Bad, terzo e ultimo album con Quincy Jones alla produzione, fu rivisitata la miscela musicale di Thriller, ma inserendovi brani in grado di scalare meglio le classifiche pop singolarmente. In Dirty Diana, altro brano contaminato dal rock, Jackson immaginava di affrontare un amore maledetto. Vi era poi la ballata d'amore I Just Can't Stop Loving You, mentre Man in the Mirror riprendeva i temi di altruismo e beneficenza già presenti in We Are the World mentre Smooth Criminal evocava un episodio immaginario di rapimento e omicidio in stile noir, stile già utilizzato da Jackson nel brano Heartbreak Hotel dell'album Triumph dei Jacksons.
Con l'album Dangerous, pubblicato nel 1991, Jackson riuscì a catturare fette più ampie di pubblico, con canzoni dedicate per lo più a tematiche sociali. Le prime tracce del disco sono canzoni d'impronta new jack swing, tra cui Jam e Remember the Time. Why You Wanna Trip on Me parla di problemi come la fame nel mondo, le malattie, la povertà e la droga, mentre Black Or White si scaglia contro ogni forma di razzismo. Vi sono però anche canzoni più ardite come In the Closet, una canzone dedicata ad amore, desiderio, solitudine e vita privata, mentre il brano Dangerous riaffrontava il tema dell'amore dannato già presente in Dirty Diana. Altri brani come Will You Be There, Heal the World e Keep the Faith invece si avvicinano più al gospel e sono dedicati sia a problemi umanitari sia personali dello stesso Jackson; infine Gone Too Soon è una ballata dedicata a un giovanissimo amico del cantante, Ryan White, vittima dell'AIDS. Nell'album Dangerous sono palesi le incursioni di musica rap e hip hop, la cui popolarità era in crescita.
Il secondo disco del doppio album HIStory è incentrato sui problemi di Jackson con pubblico e stampa e, secondo Joe Vogel, esperto dell'opera di Jackson, l'album racchiude un turbine di emozioni, dalla rabbia appassionata di Scream alla vulnerabilità di Childhood. Con i pezzi new jack swing-funk-rock Scream, D.S, This Time Around e Tabloid Junkie e con la ballata R&B You Are Not Alone, Jackson critica le ingiustizie e l'isolamento che il suo successo gli ha procurato e se la prende in particolare con i media, come già aveva fatto con il brano Leave Me Alone; nel brano They Don't Care About Us, parla dei problemi legati al razzismo, alla violenza e alle ingiustizie; nella ballata Stranger in Moscow parla di solitudine e del personaggio mediatico in cui è stato trasformato; il brano Earth Song è un drammatico appello per salvare il pianeta dalla distruzione. Altri brani sono le ballate Childhood, che parla dell'infanzia perduta, Little Susie, che parla della morte di una bambina causata dalla solitudine, e Smile, una cover in omaggio all'idolo di Jackson, Charlie Chaplin. Il critico musicale Joe Vogel definisce la title track HIStory come un brano epico e grandioso, dove tutte le ingiustizie e le tragedie della vita vengono emendate e redente dal potere delle musica.
Nell'album di remix Blood on the Dance Floor: HIStory in the Mix, una raccolta contenente cinque brani inediti e otto remix, i pezzi spaziano dai temi della vendetta, come nella title track, alla dipendenza dalle droghe in Morphine e di nuovo alla distorsione dell'immagine di Jackson da parte dei media, tema affrontato anche nel video che accompagna Ghosts, un cortometraggio con il quale Jackson sfida la società che lo aveva etichettato come mostro e eccentrico. Nel film i ragazzi sono capaci di superare le apparenze e le etichette molto più rapidamente degli adulti che giudicano senza conoscere la verità.
Il suo ultimo album in studio Invincible contiene brani dance-pop come You Rock My World, ballate come Break of Dawn, Speechless e You Are My Life, quest'ultima dedicata ai figli del cantante, e brani soul e umanitari come Cry e The Lost Children. Vi sono inoltre brani R&B come Unbreakable, che tratta il tema dei detrattori di Jackson, creando un collegamento simbolico con i temi trattati nel precedente album HIStory, Invincible, Heartbreaker, Butterflies, 2000 Watts e Threatened, dove si mescolano anche hip hop, pop e rap, e brani pop-rock come Privacy e Whatever Happens, quest'ultima accompagnata dalla chitarra di Carlos Santana, che dà al brano anche un'atmosfera di musica latina e fusion.

## Eredità artistica e influenza culturale

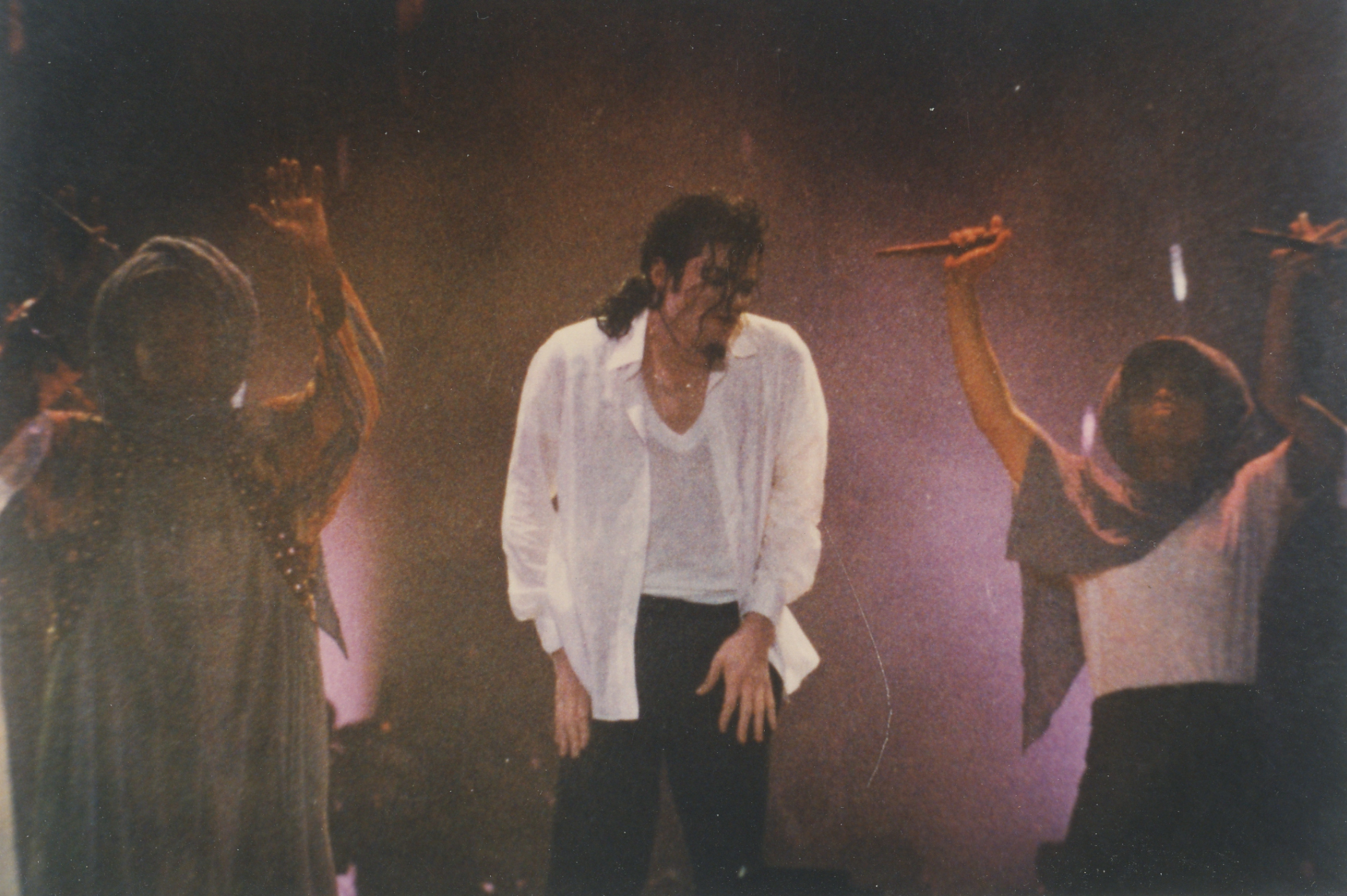
Michael Jackson si esibisce in Will You Be There durante il Dangerous World Tour nel 1992

Michael Jackson è stato fonte di ispirazione e di influenza per numerosi altri artisti internazionali, tra i quali Adele, Madonna, Prince, Britney Spears, Beyoncé, Jamiroquai, Lady Gaga, George Michael, Justin Timberlake, Rita Ora, Justin Bieber, Simply Red, The Weeknd, Coldplay, Bruno Mars, R.E.M., Lene Marlin, Green Day, Anastacia, Usher, Maroon 5, Spike Lee, Alicia Keys, Wyclef Jean, Ne-Yo, Chris Brown, Jason Derulo, Omarion, Zac Efron, Ciara, Jaden Smith, BTS e naturalmente Janet Jackson.
Ballerini di danza classica come Michail Barysnikov e Roberto Bolle hanno più volte elogiato Jackson e lo hanno definito «inimitabile» e «un punto di riferimento anche per la danza classica», mentre Fred Astaire lodò più volte Jackson per i suoi passi di danza e lo definì «il più grande ballerino di tutti i tempi» e lo indicò come il suo «erede morale».
I video di diverse sue canzoni, inclusi quelli di Billie Jean, Beat It e 'Thriller', hanno trasformato i video musicali in una forma di cortometraggio e in uno strumento di promozione. La loro popolarità, inoltre, portò al successo la rete musicale MTV.

Nel 1984 il critico musicale di Time Jay Cocks scrisse:
Nello stesso anno anche il critico musicale del New York Times, Jon Pareles, elogiò Jackson scrivendo:

Nel luglio 2009, in un'intervista rilasciata al Corriere della Sera, lo stesso Jon Pareles ha affermato che:

Secondo BET, Jackson: 

Steve Huey di AllMusic ha descritto Jackson come:
Nel 2003 Tom Utley, critico musicale del Daily Telegraph lo descrisse come «estremamente importante» e «un genio».
Nel 2009 il Baltimore Sun ha pubblicato un articolo intitolato «7 modi in cui Michael Jackson ha cambiato il mondo». L'autrice Jill Rosen ha scritto che:
Il 7 luglio 2009, durante il funerale di Jackson, il fondatore della Motown Berry Gordy lo ha proclamato «il più grande intrattenitore mai vissuto», mentre l'attrice Queen Latifah l'ha definito «la più grande star della terra». Anche Danyel Smith, editrice di Vibe, ha definito Jackson «the Greatest Star».
Il 25 giugno 2009, giorno della morte di Jackson, dei paleontologi hanno scoperto in Navarra il fossile di una specie sconosciuta di aragosta, battezzata "Mesoparapylocheles michaeljacksoni" in onore del cantante. A luglio, la Lunar Republic Society, che promuove l'esplorazione sulla Luna, ha chiamato un cratere "Michael Jackson".
Nel maggio 2010 due bibliotecari statunitensi hanno scoperto che l'influenza di Jackson si estendeva agli studi universitari, con riferimenti a lui in studi riguardanti la musica, la cultura popolare, la chimica, la medicina, il diritto, la psicologia e l'ingegneria.
Il 19 dicembre 2014, il British Council of Cultural Relations ha definito la vita di Jackson «uno degli 80 momenti culturali più importanti del XX secolo».

## Influenze

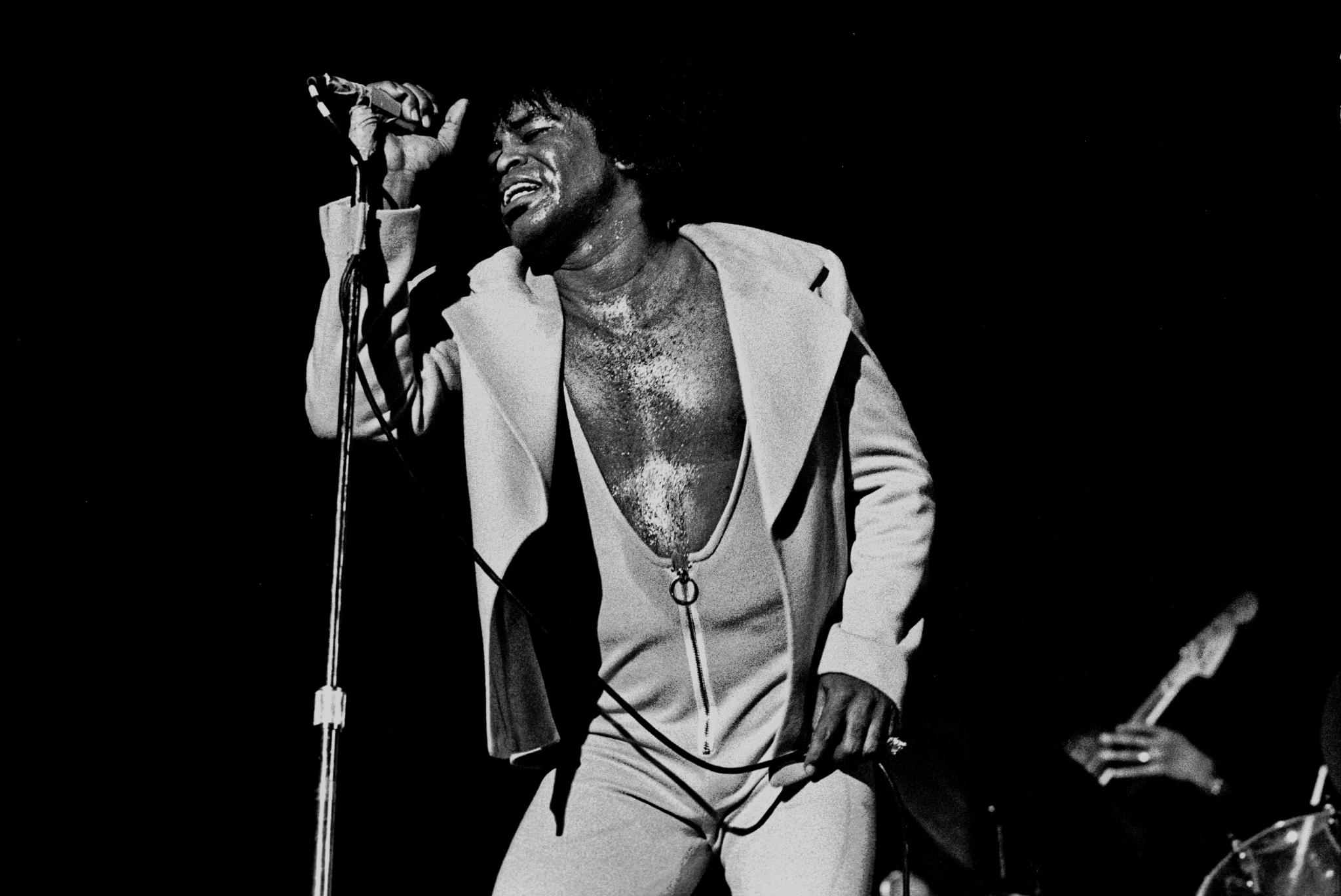
James Brown, la maggiore fonte di ispirazione di Michael Jackson

Nel corso della sua carriera, Michael Jackson è stato influenzato da diversi artisti, fra i quali Little Richard, Jackie Wilson, Diana Ross, Fred Astaire, Sammy Davis Jr., Gene Kelly, The Beatles, David Ruffin, Bob Fosse, Marcel Marceau, Charlie Chaplin, Elvis Presley, Smokey Robinson, Bee Gees, Queen, Judi Garland, Chuck Berry, America, Vincente Minnelli, Mavis Staples, e Stevie Wonder.
Come ribadito più volte, tuttavia, suo massimo ispiratore e idolo è stato James Brown (che, a sua volta, lo considerava suo erede). Nel 2003, durante la cerimonia di premiazione dei BET Awards, Jackson ebbe l'occasione di consegnare a Brown il prestigioso BET Lifetime Archievement Award, un riconoscimento speciale destinato alle personalità che hanno cambiato il modo di concepire la musica, parlando così del suo idolo:
(Michael Jackson ai BET Awards, 2003)

## Estensione e tecnica vocale
Molti musicisti che nella loro carriera hanno avuto l'occasione di lavorare con Michael Jackson sostengono che egli avesse l'orecchio assoluto. La sua tessitura era prettamente quella di un tenore: riusciva a scendere fino al Si♭2 ed a salire fino al Mi5 in voce piena ed escludendo gli acuti che spesso e caratteristicamente raggiungeva per mezzo del falsetto. Con quest'ultima tecnica era capace di andare oltre il Do5. Jackson era inoltre un beatboxer, come dimostrato in diversi brani degli album Dangerous, HIStory, Blood on the Dance Floor, Invincible e Michael, durante alcune interviste (tra cui quelle con Oprah Winfrey nel 1993, in cui si esibì nei beatbox della canzone Who Is It, e Diane Saywer nel 1995, in cui si esibì in quelli di Tabloid Junkie) e nelle esibizioni live di Billie Jean dell'HIStory World Tour.

## Stile di danza
- Pensare è la cosa più sbagliata che si possa fare quando si balla.»
(Michael Jackson durante un'intervista del documentario Living with Michael Jackson di Martin Bashir nel 2003)
Un'altra cosa che rese Michael Jackson celebre fu il proprio stile di danza, che ha generato numerosi imitatori e parodie. Alcuni passi inventati da Jackson risalgono già ai primi anni settanta, quando si esibiva ancora con i Jackson 5, e in seguito perfezionati, come la robot dance ideata all'età di 15 anni, nel 1974, per il brano Dancing Machine, mentre per altri, che in seguito migliorò, trasse ispirazione da simili passi eseguiti da alcuni dei suoi idoli, come James Brown o Fred Astaire. Tra la fine degli anni settanta e gli inizi degli ottanta, perfezionò una tecnica che gli consentiva di realizzare delle piroette veloci sui talloni tramite l'uso della forza centrifuga impressa dalle braccia, con le quali era in grado di compiere dalle tre alle otto piroette. Questo passo di danza venne impiegato in numerose esibizioni dal vivo, soprattutto durante le esecuzioni di Billie Jean, Man in the Mirror, Dirty Diana e Scream e in alcuni suoi videoclip, come in quelli di Remember the Time, Blood on the Dance Floor e You Rock My World.
Nel 1983, in occasione dell'esibizione al programma televisivo Motown 25: Yesterday, Today, Forever, lanciò il suo iconico passo sulle punte dei piedi, divenuto in seguito il suo logo (il toe stand), e il passo di danza che lo avrebbe reso celebre in tutto il mondo: il moonwalk (in italiano: "camminata sulla luna") presentato sulle note di Billie Jean. Molti considerano l'artista come l'inventore della mossa, anche se, come d'altronde ha affermato lo stesso Jackson, essa prende spunto da una tecnica usata nella breakdance; inoltre fu portata sul palcoscenico nei primi del '900 da vari artisti quali Cab Calloway. Nel corso degli anni, Jackson ha perfezionato sempre più il moonwalk, fino a migliorarlo nei suoi tour. L'ultima volta che Jackson ha eseguito questo passo è stato nel 2001, durante i due concerti del Michael Jackson: 30th Anniversary Celebration.
Sempre nel 1983 realizzò, assieme al coreografo Michael Peters, la coreografia di Thriller, rendendo famoso il passo che imita il movimento degli zombie. Inventò poi il sidewalk, ovvero un passo laterale basato sullo stesso principio del moonwalk rielaborato. Jackson eseguirà il sidewalk insieme con il moonwalk in diverse sue coreografie già nel Victory Tour del 1984, dove aveva presentato inoltre una fusione tra i due, creando un movimento circolare basato sul medesimo moonwalk (circle glide), successivamente ideò anche l'airwalk, un moonwalk però stando fermo e spesso stando sopra un tavolo.
Nel 1988 diede un'altra prova delle sue capacità di coreografo e ballerino con l'Anti-gravity lean, ovvero il movimento antigravitazionale del video di Smooth Criminal, in cui il cantante si inclinava in avanti di 45º. Nel video usò dei cavi invisibili da effetti speciali, mentre per fare il tutto nelle esibizioni dal vivo usava delle scarpe modificate, di cui deteneva il brevetto, che permettevano a un gancio che spuntava da sotto al palco di agganciare il tacco dei suoi mocassini. Così come per il moonwalk, Jackson non fu l'inventore del passo, che è infatti possibile vedere già in un film di Charlie Chaplin del 1919, Una giornata di vacanza, in uno di Buster Keaton del 1927, intitolato Tuo per sempre, e ne Il mago di Oz del 1939, ma fu lui a migliorarlo e a renderlo celebre tramite il suo video e le relative esibizioni dal vivo.

## Discografia da solista

### Album in studio
- 1972 – Got to Be There
- 1972 – Ben
- 1973 – Music & Me
- 1975 – Forever, Michael
- 1979 – Off the Wall
- 1982 – Thriller
- 1987 – Bad
- 1991 – Dangerous
- 1995 – HIStory: Past, Present and Future - Book I
- 2001 – Invincible

### Album in studio postumi
- 2010 – Michael
- 2014 – Xscape

## Doppiatori italiani
Nelle versioni in italiano dei suoi film, Michael Jackson è stato doppiato da:
- Guido Cavalleri in Moonwalker
- Luca Sandri in Living with Michael Jackson (primo doppiaggio, 2003)
- Davide Perino in I'm Magic (ridoppiaggio)
- Simone D'Andrea in Living with Michael Jackson (ridoppiaggio, 2021)

Come doppiatore è sostituito da:
- Davide Lepore ne I Simpson

## Apparizioni e performance televisive principali
Un elenco parziale delle più famose performance televisive dell'artista come solista. Un elenco più dettagliato è presente nella voce Videografia di Michael Jackson.
- 25 marzo 1983 - Motown 25: Yesterday, Today, Forever (si esibisce con i Jacksons in un medley: I Want You Back, The Love You Save, Never Can Say Goodbye, I'll Be There; da solista in Billie Jean).
- 2 marzo 1988 - Grammy Awards 1988 (si esibisce in The Way You Make Me Feel e in Man in the Mirror con un coro gospel).
- 18 novembre 1991 - MTV's 10th Anniversary Special (si esibisce in Black or White con Slash e Will You Be There con un coro gospel).
- 15 gennaio 1993 - American Music Awards (si esibisce in Dangerous per la prima volta nella sua carriera)
- 19 gennaio 1993 - 42º Gala Presidenziale (si esibisce in Gone Too Soon e Heal the World).
- 31 gennaio 1993 - Super Bowl XXVII (si esibisce in un medley durante l'halftime show: Jam, Billie Jean, Black or White e Heal the World).
- 7 settembre 1995 - MTV Video Music Awards 1995 (apre la serata esibendosi in un medley: Don't Stop Til You Get Enough, The Way You Make Me Feel, Scream, Black or White con Slash, Billie Jean, Dangerous e You Are Not Alone).
- 19 febbraio 1996 - BRIT Awards 1996 (si esibisce in Earth Song).
- 8 maggio 1996 - World Music Awards 1996 (si esibisce in Earth Song)
- 20 aprile 2002 - American Bandstand 50th anniversary (si esibisce in Dangerous). È l'ultima esibizione completa della sua carriera ad essere stata trasmessa in televisione.
- 24 aprile 2002 - A Night at the Apollo (concerto organizzato dal Comitato Nazionale Democratico per raccogliere fondi per invogliare i giovani al voto) (si esibisce in Dangerous, Black or White con Dave Navarro e Heal the World). È stata l'ultima esibizione pubblica completa della sua carriera; per questioni di diritti, venne mandata in onda dalle televisioni solo uno snippet della performance di Dangerous.[872]
- 15 novembre 2006 - World Music Awards 2006 (si esibisce brevemente in We Are the World). È l'ultima esibizione pubblica live della sua carriera.

## Tour

### Con i Jackson 5
- 2 maggio 1970 - 30 dicembre 1970, The Jackson 5 First National Tour
- 2 febbraio 1971 - 15 ottobre 1971, The Jackson 5 Second National Tour
- 27 dicembre 1971 - 5 ottobre 1972, The Jackson 5 US Tour
- 2 novembre 1972 - 12 novembre 1972, The Jackson 5 European Tour
- 2 marzo 1973 - dicembre 1975, The Jackson 5 World Tour
- 13 febbraio 1976 - 19 febbraio 1976, The Jackson 5 Final Tour

### Con i Jacksons
- 19 maggio 1977 - 24 maggio 1977, The Jacksons Tour
- 22 gennaio 1978 - 13 maggio 1978, Goin' Places Tour
- 22 gennaio 1979 - 26 settembre 1980, Destiny World Tour
- 8 luglio 1981 - 26 settembre 1981, Triumph Tour
- 6 luglio 1984 - 9 dicembre 1984, Victory Tour

### Da solista
- 12 settembre 1987 - 27 gennaio 1989, Bad World Tour
- 27 giugno 1992 - 11 novembre 1993, Dangerous World Tour
- 7 settembre 1996 - 15 ottobre 1997, HIStory World Tour
- 25 giugno 1999 - 27 giugno 1999, Michael Jackson & Friends
- 7 settembre 2001 - 10 settembre 2001, Michael Jackson: 30th Anniversary Celebration - The Solo Years
- 13 luglio 2009 - 6 marzo 2010, This Is It (annullato per l'improvvisa morte del cantante)

### Tour ispirati a Michael Jackson
- 2 ottobre 2011 - 31 agosto 2014, Michael Jackson: The Immortal World Tour Cirque du Soleil
- 23 maggio 2013 - in corso, Michael Jackson: One Cirque du Soleil

## Videogiochi correlati
Sono stati prodotti alcuni videogiochi ispirati a Michael Jackson, i primi tre in particolare sono tratti dal film Moonwalker:
- Moonwalker (1989)
- Michael Jackson's Moonwalker (arcade 1990)
- Michael Jackson's Moonwalker (console 1990)
- Michael Jackson: The Experience (2010)

Jackson fa anche un cameo verso la fine del gioco Space Channel 5 (1999) con il nome di Space Michael e appare come protagonista sbloccabile nel suo seguito Space Channel 5: Part 2 (2002). Oltre a prestare la voce al personaggio ha scritto anche un pezzo con dei suoi beatbox ballabile nel gioco.
Nel 2000 appare come personaggio sbloccabile in Ready 2 Rumble Boxing: Round 2. Jackson, come rivelato da Emmanuel Valdez, uno degli sviluppatori del gioco, ha lavorato assiduamente assieme agli sviluppatori al rendering della sua controparte virtuale prestando anche le mosse al personaggio grazie alla tecnica del motion capture.

### Progetti incompiuti
Nel 1993 Jackson appare come protagonista in un raro filmato per un simulatore di volo della SEGA chiamato Scramble Training, un gioco interattivo pensato per un'attrazione chiamata Sega AS-1 (Advanced System-1) nei parchi a tema Joypolis, Sega World e Virtualand con qualche tappa internazionale a Londra e a Parigi, ma venne infine accantonato all'arrivo delle prime accuse.
Secondo fonti contrastanti, Jackson avrebbe composto parte della colonna sonora del gioco Sonic the Hedgehog 3 per Mega Drive; molte delle tracce del gioco sono infatti simili ad alcune sue canzoni: quella del livello IceCap Zone è molto simile a Smooth Criminal e Who Is It, quella di Carnival Night Zone a Jam, e la traccia finale a Stranger in Moscow. Il suo nome tuttavia non compare nei titoli di coda. Roger Hector, direttore della divisione sviluppo della SEGA, dichiarò che Jackson compose effettivamente parte della colonna sonora, ma la società decise di annullare il progetto in corso d'opera a causa delle accuse di pedofilia ricevute dall'artista in quel periodo. Il tastierista Brad Buxer, che collaborò con Jackson alla stesura delle basi musicali per il gioco, affermò invece che sarebbe stato Jackson stesso a chiedere di non essere incluso nei titoli di coda, perché insoddisfatto del suono che produceva la console: «Ai tempi, i giochi per console non permettevano una riproduzione ottimale del suono, e Michael trovò questo frustrante. Non voleva essere associato a un prodotto che svalutava la sua musica».

## Riconoscimenti
Michael Jackson ha vinto centinaia di premi, che fanno di lui l'artista musicale più premiato nella storia. Nel corso della sua carriera è stato premiato come artista "del Decennio", "di una Generazione", "del Secolo" e "del Millennio".
Considerato l'artista musicale con il maggior successo commerciale di tutti i tempi dal Guinness dei primati, la vendita stimata di tutti i suoi album e singoli si aggira intorno al miliardo di copie nel mondo, il che lo rende uno degli artisti più venduti nella storia della musica. Durante la sua carriera da solista Jackson ha avuto 14 singoli al numero uno negli Stati Uniti, più di ogni altro artista maschile della Hot 100 Era, oltre ad essere stato il primo artista della storia ad entrare nella Billboard Hot 100 direttamente alla prima posizione.
In qualità di membro principale dei Jackson 5, Jackson è diventato il cantante più giovane ad essere arrivato alla prima posizione della Billboard Hot 100, oltre ad essere uno dei soli tre artisti al mondo, insieme a Paul McCartney e Phil Collins, ad aver venduto oltre 100 milioni di copie in tutto il mondo sia come artista solista che come membro di una band.
Jackson vanta anche diversi record postumi: nel 2014 il primo artista della storia a essere entrato nella Top 10 della Billboard Hot 100 in cinque decenni differenti, mentre nel 2021 è diventato l'unico artista della storia ad avere singoli nella Top 20 della Billboard Hot 100 in sette decenni consecutivi.

### Libri ufficiali
- Moonwalk (Michael Jackson, 1988, Doubleday/Sperling & Kupfer, ISBN 88-200-0771-1; 2ª edizione: Michael Jackson, 2009, Sperling & Kupfer, ISBN 978-88-6061-565-7).
- Dancing the Dream (Michael Jackson, 1992, Doubleday, ISBN 0-385-40368-2; 2ª edizione: Michael Jackson, 2009, Transworld Publishers Ltd, ISBN 978-0-385-40368-9).

### Altri libri autorizzati dall'artista
- Michael Jackson KING OF POP (Christian Marks, 2001, X-Medien AG, ISBN 3-9806524-1-6).
- My World: The Official Photobook (Michael Jackson, 2006, ML Publishing, ISBN 978-0-9768891-1-3).
- Michael Jackson: A visual documentary 1958-2009. Biografia completa autorizzata dal re del pop (Adrian Grant, 2009, Omnibus Press/Aereostella, ISBN 978-88-96212-05-9).

### Altri libri
- Michael Jackson: La storia e l'eredità artistica (Luca Izzo e Michelangelo Iossa, 2019, Arcana, ISBN 978-8862316330).
- Michael Jackson. La musica, il messaggio, l'eredità artistica (Gabriele Antonucci, 2019, Hoepli, ISBN 978-8820390419).
- Michael: La vita del re del pop vista attraverso gli occhi di suo fratello Jermaine Jackson (Jermaine Jackson, 2012, Rizzoli, ISBN 978-88-5862-016-8).
- The King of Style: Dressing Michael Jackson (Michael Lee Bush, 2012, Insight Editions, ISBN 978-16-0887-151-3).
- Il mio amico Michael (Frank Cascio, 2011, Sperling & Kupfer, ISBN 978-88-20051-44-0).
- Ciao Michael. Il saluto dei fan al Re del Pop (Daniele Boerci, 2010, Arcana Ed., ISBN 978-88-6231-119-9).
- Michael Jackson. La vera storia (Andrea Razza, 2010, Laurus Robuffo, ISBN 978-88-8087-508-6).
- Michael Jackson. Il complotto (Aphrodite Jones, 2010, Alacrán, ISBN 978-8863610222).
- Michael Jackson: The Magic, The Madness, The Whole Story, 1958-2009 (J. Randy Taraborrelli, 2009, Terra Alta, WV, Grand Central Publishing, ISBN 0-446-56474-5).
- The Official Michael Jackson Opus (Jordan Sommers, 2009, Opus Media Group, ISBN 978-1-905794-28-7).
- Michael Jackson. Tesori, foto e memorabilia del re del pop (Jason King, 2009, Rizzoli, ISBN 978-88-17-03683-2).
- Michael Jackson Dossier - la vita, gli scandali, il processo (Ken Paisli, 2009, Chinaski edizioni, ISBN 978-88-8996-604-4).
- Il libro che Michael Jackson avrebbe voluto farti leggere (Shmuley Boteach, 2009, Newton Compton Editori, ISBN 978-88-541-1734-1).
- Michael Jackson. Il re del pop (Chris Robert, 2009, Arcana Editore, ISBN 978-88-6231-095-6).
- Michael Jackson. Troppo grande per una vita sola (Paolo Giovinazzi, 2009, Aliberti editore, ISBN 978-88-7424-547-5).
- Michael Jackson. L'uomo nello specchio. La vita, la morte, il successo e i misteri del re del pop (Tommaso Labranca, 2009, Rizzoli, ISBN 978-88-17-03673-3).
- Michael Jackson 1958-2009, vita di una leggenda (Michael Heatley, 2009, Mondadori, ISBN 978-88-17-03673-3).
- Tributo a Michael Jackson (Christian Porcino, 2009, Croce Libreria, ISBN 978-88-6402-043-3).
- Tributo a Michael Jackson. Da parte di un beat italiano (Marco Erler, 2009, Ibiskos Editrice Risolo, ISBN 978-88-546-0605-0).
- Michael Jackson. Testamento. Pensieri e parole del re del pop (a cura di Annie Maffei, 2009, Kaos edizioni, ISBN 978-88-8074-067-4).
- Michael Jackson story. Vita e morte del re del pop (William Mandell, 2009, Blues Brothers, ISBN 978-88-8074-064-3).
- Michael Jackson 1958-2009 (a cura di Alessandra Cirillo, 2009, Alacràn, ISBN 978-88-6361-011-6).
- Michael Jackson. The king of pop (2009, Giunti Editore, ISBN 978-88-09-74595-7).
- Michael Jackson in Italy (a cura di Bruno Marzi, 2009, M&D Musica e Dischi).
- The Trials of Michael Jackson (Lynton Guest, 2006, Aureus Publishing, ISBN 978-1899750405).
- Michael Jackson: An Exceptional Journey: The Unauthorised Biography in Words and Pictures (Darren Brooks, 2002, Chrome Dreams, ISBN 978-1842401781).
- Michael Jackson: Making HIStory (Adrian Grant, 1998, Omnibus Press & Schirmer Trade Books, ISBN 978-0711967236).
- Dal ghetto nero all'olimpo pop (William Mandell, 1996, Blues Brothers).
- Michael Jackson. Testi originali con traduzione a fronte (1996, Lo Vecchio, ISBN 978-88-86775-20-5).
- Michael Jackson (Damien Noonan, 1996, Futura Music Book).
- Michael Jackson: Occhi di cerbiatto, Cuore automatico (Diego A. Manrique, 1995, Editorial La Màscara, ISBN 84-7974-711-0).
- Michael & Jackson (Catherine Dineen, 1994, Kaos edizioni, ISBN 978-88-7953-033-0).
- Lisa D Campbell, Michael Jackson: The King of Pop, Branden, 1993, ISBN 0-8283-1957-X.
- Michael Jackson (1989, Forte Editore).
- Michael Jackson (Armando Gallo e Claudio Gallo, 1984).